# Curych
Curych (německy  Zürich, francouzsky  Zurich, italsky Zurigo, rétorománsky  Turitg) je největší město Švýcarska a hlavní město stejnojmenného kantonu. Leží v předhůří Alp u severního konce Curyšského jezera, na obou březích řeky Limmat, která zde z jezera vytéká, a řeky Sihl, která se v centru města do Limmatu vlévá. Je obklopeno lesnatými kopci, nejvyšší z nich, Uetliberg, dosahuje výšky 869 m n. m. Město se dělí na 12 městských obvodů (německy Kreis). Žije zde přibližně 449 tisíc obyvatel, v celé aglomeraci přes 1,1 milionu obyvatel. V roce 2017 žilo v Curychu 32,5 % cizinců (pro srovnání v Ženevě 47,9 %).
Místo bylo osídleno už v neolitu, město Turīcum založili Římané. Ve středověku bylo Tigurium svobodným říšským městem, od roku 1351 členem Švýcarské konfederace. Roku 1519 zde vznikla švýcarská reformace Ulricha Zwingliho.
Curych je bankovní středisko světového významu a jedno z nejbohatších měst na světě. Je to dopravní uzel celoevropského významu v letecké, železniční i dálniční dopravě. Patří k hospodářským a kulturním centrům země a podle různých průzkumů mezi nejdražší města, ale také s nejvyšší kvalitou života na světě.

## Geografie

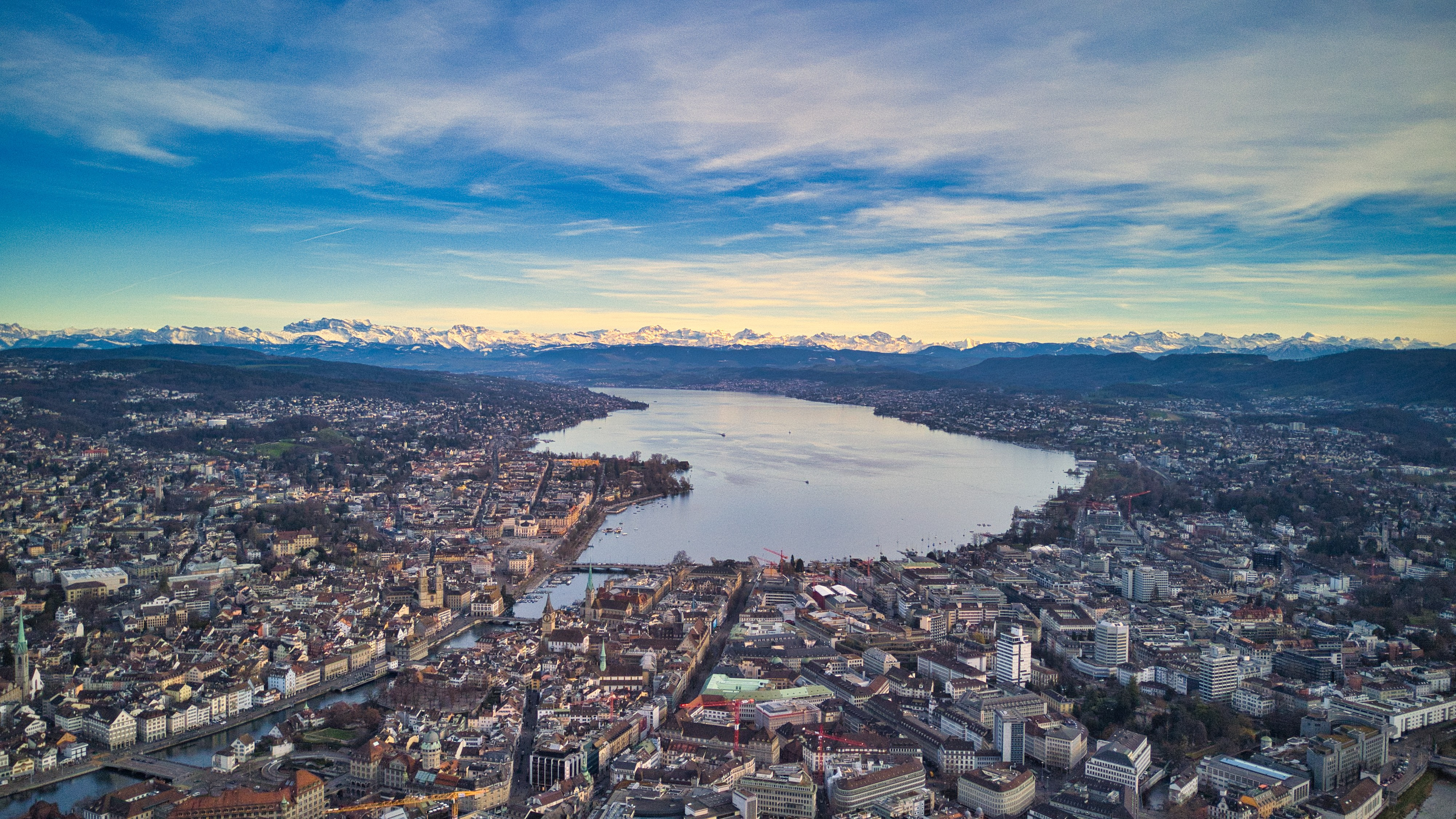
Celkový pohled na Curych a Curyšské jezero

Curych leží v nadmořské výšce 408 metrů na dolním (severním) konci Curyšského jezera v údolí řeky Limmat a dolní části údolí řeky Sihl, sevřený mezi kopci Uetliberg na západě a Zürichberg na východě. Limmat pramení v jezeře, zatímco Sihl, který protéká západně od jezera, se do Limmatu vlévá severně od curyšského starého města v místě zvaném Platzspitz. Staré město se rozkládá po obou březích Limmatu, který zpočátku teče na sever a pak se postupně obloukovitě stáčí na západ. Dřívější město se nerozšiřovalo až k řece Sihl, ale nechalo si v 17. a 18. století vybudovat jako západní hranici příkop (tzv. Schanzengraben). V té době byla část vody z jezera odvedena a v příkopu mimo bašty a valy odvedena zpět do Limmatu.

### Topografie

Centrum města; řeka Limmat uprostřed

Rozloha města Curych je 91,88 km², z toho 3,95 km² tvoří Curyšské jezero. Zahrnuje horní část přírodní a sídelní oblasti Limmattal, součást severní části Švýcarské plošiny. Kanalizovaný a částečně napřímený Limmat neprotéká středem údolí, ale vždy podél pravého (severovýchodního) okraje údolí. S nadmořskou výškou 392 m je Limmat u Oberengstringenu nejníže položeným místem v obci.
Na západní straně lemují údolí Limmatu zalesněné vrcholky masivu Albis, Uetliberg a Buechhoger, po nichž probíhá západní hranice obce. Hora Uetliberg je s 870 metry nad mořem nejvyšším bodem v okolí. Na její vrchol se lze snadno dostat pomocí železnice. Z plošiny vyhlídkové věže Uetliberg se nabízí působivé panorama města a jezera a za jasného počasí až k Alpám. Na jihu obec zasahuje do dolní části údolí Sihlu.
Na severovýchodě údolí Limmatu se nachází masiv, který vyznačuje rozvodí mezi řekami Limmat a Glatt. Výška převážně zalesněných vrcholků kopců se zvyšuje od severozápadu k jihovýchodu: na vrcholu se nacházejí hory Hönggerberg (541 m n. m.), Käferberg (s Waidbergem, 571 m n. m.), Zürichberg (676 m n. m.) a Adlisberg (701 m n. m.). Mezi Käferbergem a Zürichbergem se nachází plně zastavěné sedlo Milchbucks (asi 470 m n. m.), které je důležitým přechodem mezi údolími Limmatu a Glattu.
Nejsevernější část obce zasahuje do roviny Glatttalu a do sníženiny, která tvoří spojnici mezi Glatttalem a Furttalem. Součástí území obce je také část Katzensee (přírodní rezervace) a Büsisee, které jsou odvodňovány potokem Katzenbach do Glattu.

### Geologie
Z geologického hlediska se Curych nachází v molasové pánvi Švýcarské plošiny. V období třetihor byla pánev vyplněna erozními zbytky vznikajících Alp, přičemž sedimenty lze rozdělit do různých vrstev. Usazeniny v mořských podmínkách se označují jako mořská molasa, usazeniny ve fluviálních podmínkách jako sladkovodní molasa.
Pro oblast Curychu je důležitá svrchní sladkovodní molasa, která se ukládala přibližně před 16 až 5 miliony let. Tvoří ji střídající se vrstvy tvrdých pískovcových vrstev a měkkých vrstev bahna a vystupuje zejména na Uetlibergu a na kopcích východně od města. Hluboký vrt by v podloží Curychu odhalil vrstvu molasových usazenin o mocnosti více než 1000 metrů, než se objeví sedimenty jurského období.
Krajinu curyšského regionu rozhodujícím způsobem utvářel postup rýnsko-linthského ledovce během různých dob ledových. Ledovec prohluboval a rozšiřoval stávající prohlubně a vytvářel nová údolí. Údolí Limmattal a Glattal jsou vyplněna ledovcovými štěrky a dalšími postglaciálními sedimenty. Stopy würmského zalednění jsou dodnes nejzřetelněji patrné. Morénová stěna, která uzavírá Curyšské jezero na severu, vznikla během tzv. curyšské fáze (asi před 20 000 lety). Vyznačuje ji hřeben mezi jezerem a údolím Sihlu, kopec u Lindenhofu ve starém městě a Burghölzli, zatímco údolí Sihlu absorbovalo tok tající vody na okraji ledovce.

### Klima
Curych se nachází v mírném podnebném pásmu. Podnebí Curychu charakterizují na jedné straně západní větry, které často přinášejí srážky, a na druhé straně tzv. Bise (východní nebo severovýchodní vítr), který je obvykle spojen s tlakovou výší a přináší chladnější fáze počasí, než by se dalo v průměru očekávat ve všech ročních obdobích. Vítr, tzv. Föhn, který je důležitý v alpských údolích a na okraji Alp, obvykle nemá na Curych žádný zvláštní klimatický vliv.
Průměrná roční teplota za normální období 1991–2020 na měřicí stanici Spolkového úřadu pro meteorologii a klimatologii (MeteoSwiss) v místní části Affoltern v nadmořské výšce 443 m n. m. činí 9,8 °C, přičemž nejchladnější průměrné měsíční teploty byly naměřeny v lednu (1,0 °C) a nejteplejší v červenci (19,2 °C). V průměru zde lze očekávat přibližně 87 mrazových dnů a 16 ledových dnů. Roční průměr letních dnů se pohybuje kolem 51, zatímco horkých dnů je obvykle 11 až 12. Měřicí stanice Zürich-Affoltern má průměrně 1662 hodin slunečního svitu za rok. V průběhu roku spadne 1022 mm srážek, přičemž během teplejší fáze roku (od jara od podzimu) a zejména během tří letních měsíců bylo naměřeno vyšší množství než v zimě v důsledku konvektivních srážek.

### Charakteristika města
Údolí Limmat je téměř celé zastavěné (obytné a průmyslové oblasti, komerční zóny). Hustě zastavěné jsou také osluněné a lukrativní obytné oblasti na Zürichbergu a Waidbergu a nižší svahy na západní straně údolí na Uetlibergu. Zástavba zasahuje přes Milchbuck do Glatttalu a sousedních oblastí.
K zeleným plicím města patří rozsáhlé zalesněné oblasti Adlisbergu, Zürichbergu, Käferbergu, Hönggerbergu a Uetlibergu. Významné zelené plochy se nacházejí také na břehu jezera (Zürichhorn a Enge). Zastavěné území je dále rozčleněno parky a zahradami. Větší souvislé zemědělské plochy se nacházejí v oblastech Affoltern a Seebach.
Při průzkumu v roce 1996 bylo 45,4 % celkové plochy města Curych (bez plochy jezera) využito pro sídla, průmysl a obchod, 15,5 % pro dopravu, 26,5 % tvořily lesy, 11 % zemědělství a 1,2 % vodní plochy. V roce 2004 bylo zastavěno přibližně 93 % území určeného jako stavební zóna.

### Členění města

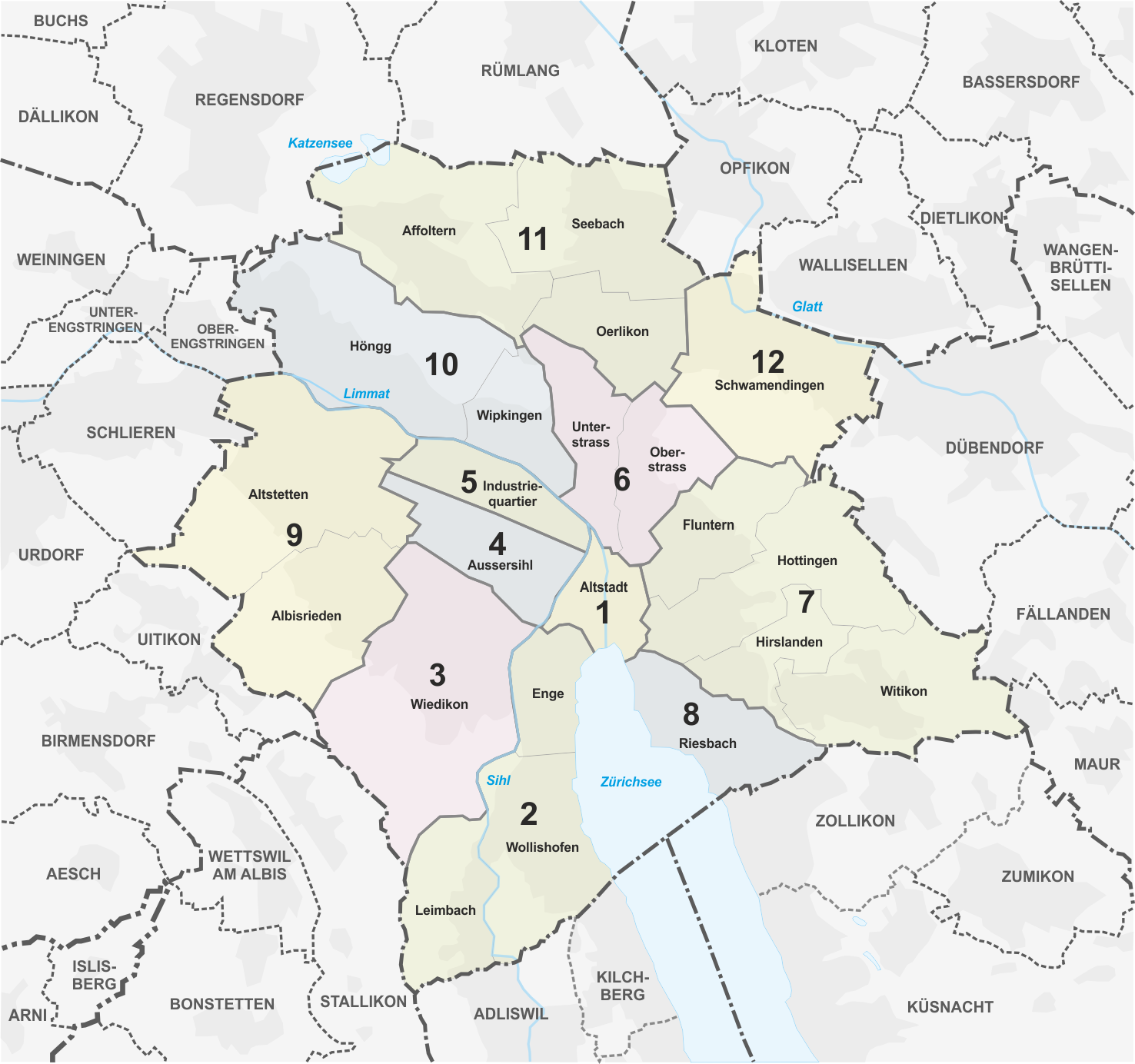
Městské obvody a čtvrti Curychu

Původní obec Curych (před rokem 1893) zahrnovala pouze území dnešního starého města. Při dvou velkých rozšířeních města v letech 1893 a 1934 byly připojeny četné sousední obce, které se v průběhu 19. století stále více rozrůstaly. Dnes se město Curych skládá z dvanácti městských obvodů, číslovaných od 1 do 12, z nichž každý zahrnuje jednu až čtyři městské čtvrti nebo dvě až čtyři statistické čtvrti. V Curychu existují dvě různé definice čtvrtí: „městské čtvrti“ a „statistické čtvrti“. Městské čtvrti jsou historické čtvrti s vlastním erbem, které byly dříve samostatnými lokalitami nebo oblastmi a v průběhu historie byly začleněny. Existuje 22 tzv. městských čtvrtí. Pro statistické účely byly některé městské čtvrti, které se shodují s městskými obvody, rozděleny na další statistické čtvrti, například staré město, průmyslová čtvrť nebo Aussersihl. Ze statistického hlediska se město Curych skládá ze 34 čtvrtí. Rozdělení na městské obvody je uvedeno níže:
- 1. obvod zahrnuje staré město, a tedy původní obec Curych (do roku 1893).
- 2. obvod na západním břehu Curyšského jezera, zahrnující Enge, Wollishofen a Leimbach (připojen v roce 1893).
- 3. obvod v údolí Limmatu mezi Sihlem a Uetlibergem, zahrnuje Wiedikon (připojen v roce 1893)
- 4. obvod v údolní nivě mezi Sihlem, železničními tratěmi a Wiedikonem, zahrnuje část bývalé obce Aussersihl (připojen v roce 1893)
- 5. obvod v údolní nivě mezi Limmatem, Sihlem a železniční tratí, zahrnuje průmyslovou čtvrť, která byla součástí bývalé obce Aussersihl a byla připojena v roce 1893
- 6. obvod na svazích Zürichbergu, zahrnuje Oberstrass a Unterstrass (připojen v roce 1893)
- 7. obvod na svazích Zürichbergu a Adlisbergu, zahrnující Fluntern, Hottingen a Hirslanden (připojen v roce 1893) a Witikon (připojen jako poslední v roce 1934)
- 8. obvod na východním břehu Curyšského jezera, zahrnuje Riesbach (připojen v roce 1893)
- 9. obvod mezi Limmatem na severu a Buechhogerem a Uetlibergem na jihu, zahrnuje Altstetten a Albisrieden (připojen v roce 1934)
- 10. obvod napravo od Limmatu na jižním svahu Hönggerbergu a Käferbergu, zahrnuje Wipkingen (připojen v roce 1893) a Höngg (připojen v roce 1934)
- 11. obvod v rovině severně od Hönggerbergu a Käferbergu mezi Glatttalem a Katzensee, zahrnuje Affoltern, Oerlikon a Seebach (připojen v roce 1934)
- 12. obvod v údolí Glatttal na severním úpatí Zürichbergu, zahrnuje Schwamendingen (připojen v roce 1934)

Hranice městských obvodů se zpravidla shodují s hranicemi obcí, které existovaly před rokem 1893. V závislosti na jejich velikosti však bylo buď několik obcí sloučeno do jednoho obvodu, nebo v případě Aussersihlu byla jedna obec rozdělena na dva obvody. V průběhu času došlo také k řadě větších či menších úprav hranic.

### Sousední obce
S městem Curych sousedí tyto obce: Regensdorf, Rümlang, Opfikon a Wallisellen na severu, Dübendorf, Fällanden a Maur na východě, Zollikon, Kilchberg a Adliswil na jihu a Stallikon, Uitikon, Schlieren a Oberengstringen na západě. Urdorf sousedí s městem Curych pouze v jednom bodě.

## Historie

### Nejstarší historie až středověk

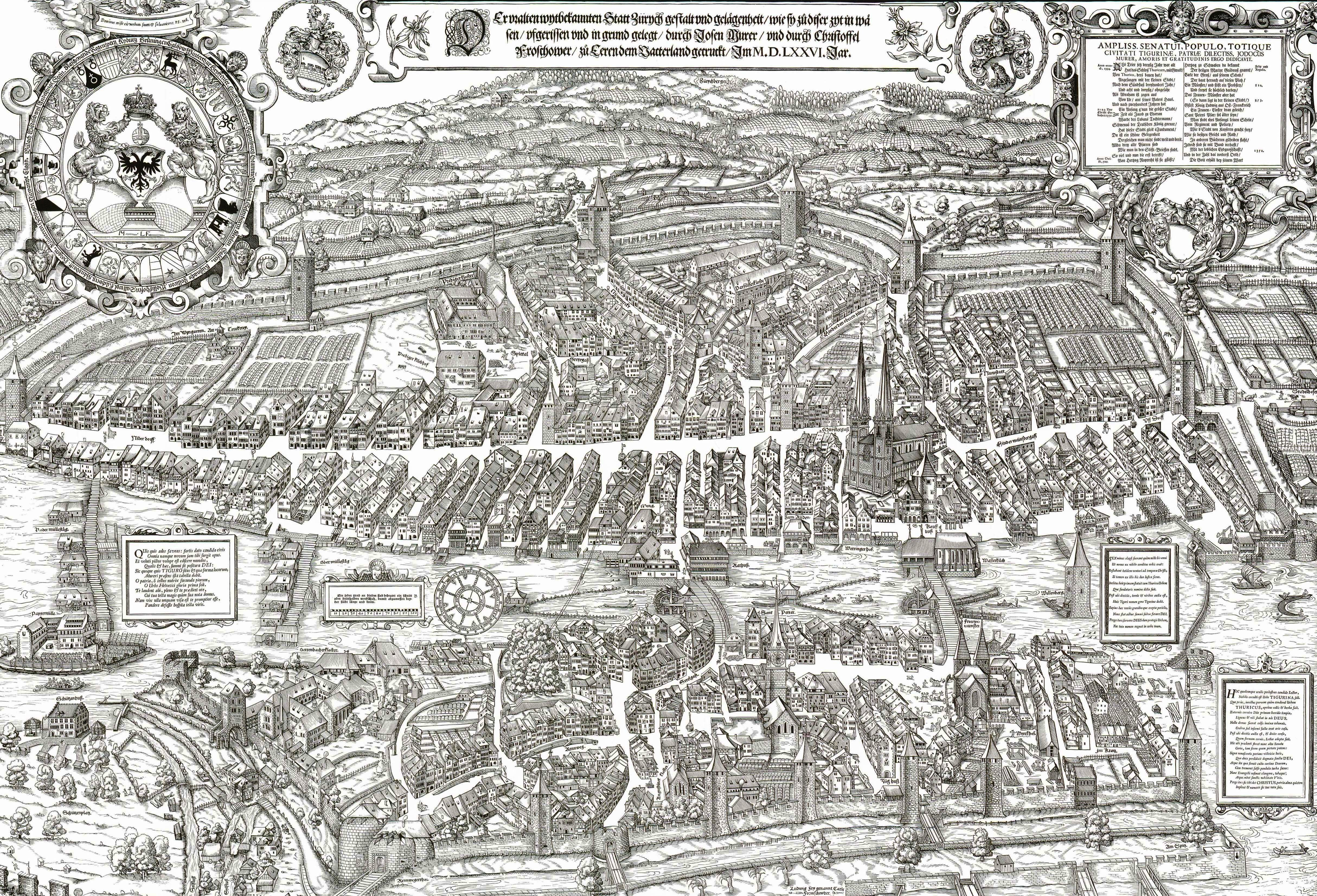
Curych v roce 1576

V úrodném místě hustého neolitického osídlení se usadili keltští Helvéciové. Kamenné město založili Římané roku 15 př. n. l., měli zde celní stanici a město nazvali Turīcum. V 5. století jej osídlili germánští Alamani, a ze severovýchodu sem pronikali křesťanští misionáři. Roku 835 se poprvé připomíná hrad, založený na místě římské pevnosti císařem Ludvíkem Němcem, který zde roku 853 založil první ženský benediktinský klášter, později nazývaný Fraumünster.
Na rozdíl od většiny ostatních velkých švýcarských měst se Curych stal již v raném středověku městem. Přestože již v římských dobách existovala v Turīcum celní stanice, hadriánská svatyně na Grosse Hafner v nejnižší jezerní pánvi při odtoku Limmatu a pevnost, související osídlení ještě nebylo možné označit za město. Raně středověký, alamanský Curych byl úzce spjat se Švábským vévodstvím a dvěma významnými církevními fundacemi německých králů, Grossmünsterem a Fraumünsterem, které byly zasvěceny kultu patronů města Felixe a Regula. Po zhroucení centralizované moci ve Švábském vévodství a vymření dynastie Zähringů v roce 1218 si Curych dokázal zajistit status nezávislosti na císaři; v roce 1262 byla také výslovně potvrzena říšská svoboda obyvatel. Titul svobodného říšského města znamenal, že město bylo de facto nezávislé. Brzy na to si město o rozloze 38 hektarů vybudovalo hradby, z nichž se dochovaly dvě brány. De iure se však Curych vymanil ze svrchovanosti císaře Svaté říše římské až v roce 1648.
V pozdním středověku Curych získal a dobyl významná území v okolí, která byla městu politicky podřízena až do roku 1798. Od cechovní revoluce vedené starostou Rudolfem Brunem v roce 1336 spravovala vnitřní záležitosti Curychu společně městská šlechta a řemeslnické spolky (cechy – tzv. Zunftordnung). Brun byl také zodpovědný za nájezd na Rapperswil. V roce 1351 se Curych připojil jako pátý člen ke Staré švýcarské konfederaci, aby si zajistil nezávislost na nastupující jihoněmecké habsburské dynastii, a spolu s Bernem se stal tzv. Vorortem, tedy městem (místem) s výsadním postavením v hierarchii konfederace, před venkovskými kantony.
Počátkem 14. století zde vznikl Codex Manesse, jeden z nejkrásnějších iluminovaných rukopisů kurtoazní kultury a hlavní pramen středověké německé poezie a heraldiky. Nejvýznamnějším přínosem Curychu světovým dějinám je dosud reformace Ulricha Zwingliho. Ten se roku 1520 se stal hlavním kazatelem v kostele sv. Petra a pod jeho duchovním vedením se Curych od roku 1519 stal reformovaným Římem na Limmatu. Curyšská bible (německy Zürcher Bibel), jeden z prvních německých překladů bible, vznikla v letech 1524–1525 pod vedením Zwingliho, Lea Juda a dalších spolupracovníků a byla vydána curyšským tiskařem Christophem Froschauerem nejprve po částech a později jako kompletní bible.
Anabaptistické hnutí vzniklo v Curychu v roce 1523 pod vedením Konráda Grebela, Felixe Manze, Jiřího Blaurocka, Balthasara Hubmaiera a dalších, kteří se od Zwingliho odtrhli a byli krátce poté pronásledováni a uvězněni. V lednu 1527 se Felix Manz utopil v řece Limmat a mnoho anabaptistů uprchlo do Schaffhausenu nebo na curyšský venkov. Z konfliktů se sousedními katolickými kantony vznikly Kappelské války.
Heinrich Bullinger a Rudolf Gwalther upevnili reformaci v Curychu jako Zwingliho nástupci a rozvíjeli četné kontakty po celé Evropě. Za jejich působení bylo přijato mnoho protestantských uprchlíků z Ticina, Itálie, Francie a Anglie. Ti následně významně přispěli k hospodářské prosperitě Curychu prostřednictvím řemesel, výroby dosud neznámých textilií a obchodu.
Roku 1624 si Curych vybudoval nákladné opevnění a vymáhání daní vyvolalo selské vzpoury, které město tvrdě potlačilo. Roku 1648 se město prohlásilo patricijskou republikou.
V době honů na čarodějnice bylo v Curychu v letech 1487–1701 souzeno 79 osob za čarodějnictví. V čarodějnickém procesu z roku 1701 bylo za údajné čarodějnictví odsouzeno osm lidí z Wasterkingenu. Předseda kantonální vlády Markus Notter a prezident církevní rady Ruedi Reich tyto justiční vraždy v roce 2001 odsoudili.

### 18. a 19. století

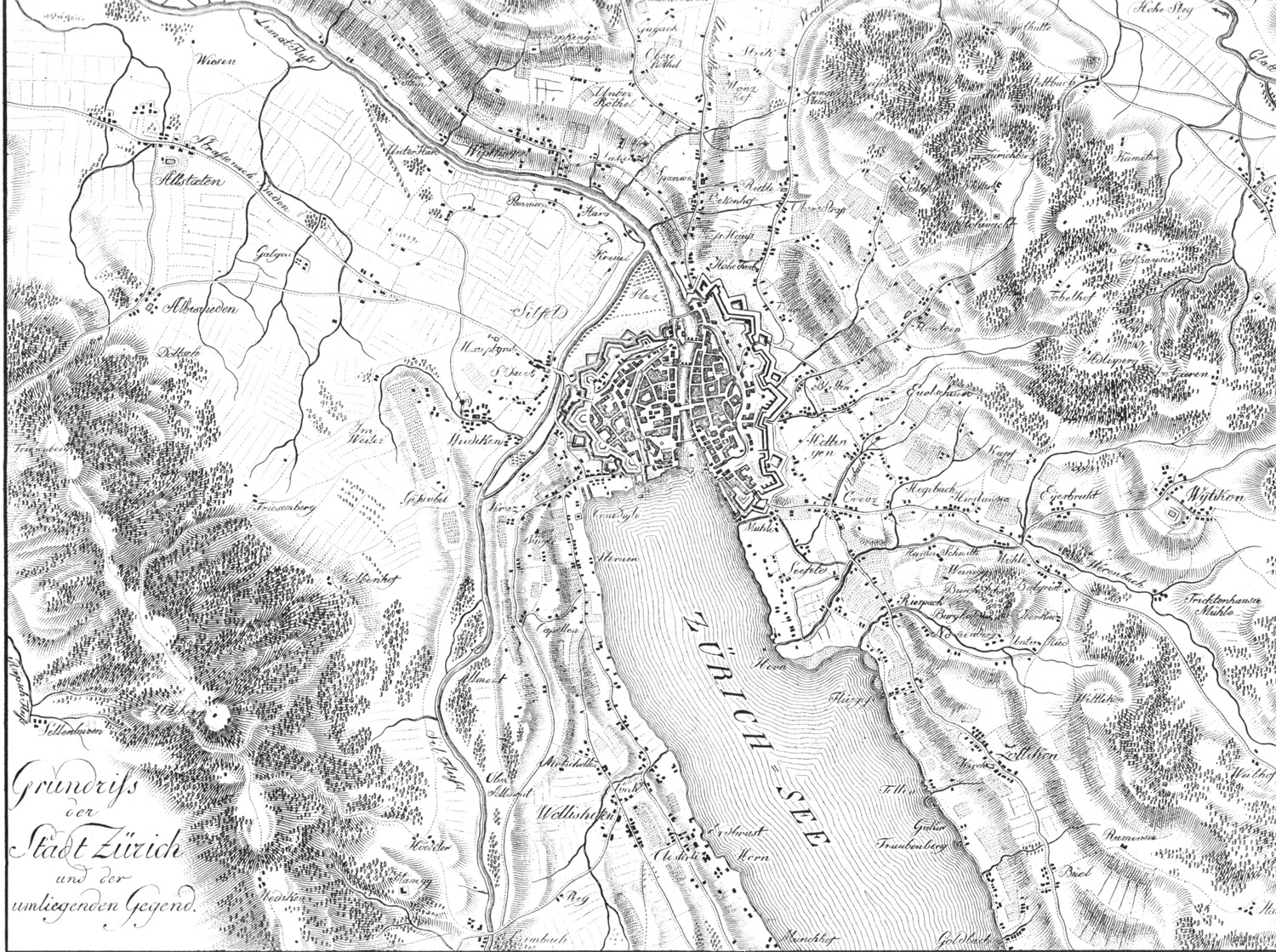
Curych a jeho poddanská území v roce 1800

Curych 18. století byl považován za „největší hádanku německých intelektuálních dějin“. Navzdory relativně malému počtu obyvatel se vedle vědeckého centra rozvinula i literární pověst Curychu, který rozhodujícím způsobem přispěl k dějinám německy psané literatury.
Po pádu svobodné republiky Curych po francouzské invazi do Švýcarska v roce 1798 bylo město spolu s bývalým poddanským územím začleněno do nového kantonu Curych, jehož se stalo hlavním městem. Helvétská republika pod francouzskou patronací sice brzy padla, zrušila však feudální vládu města nad kantonem a připravila půdu pro moderní uspořádání. Na počátku 19. století došlo v kantonu k obnovení městské nadvlády, která však neměla dlouhého trvání. Curyšská smlouva z roku 1859 ukončila spor mezi Francií, Rakouskem a Itálií a uznala samostatnost Švýcarska.

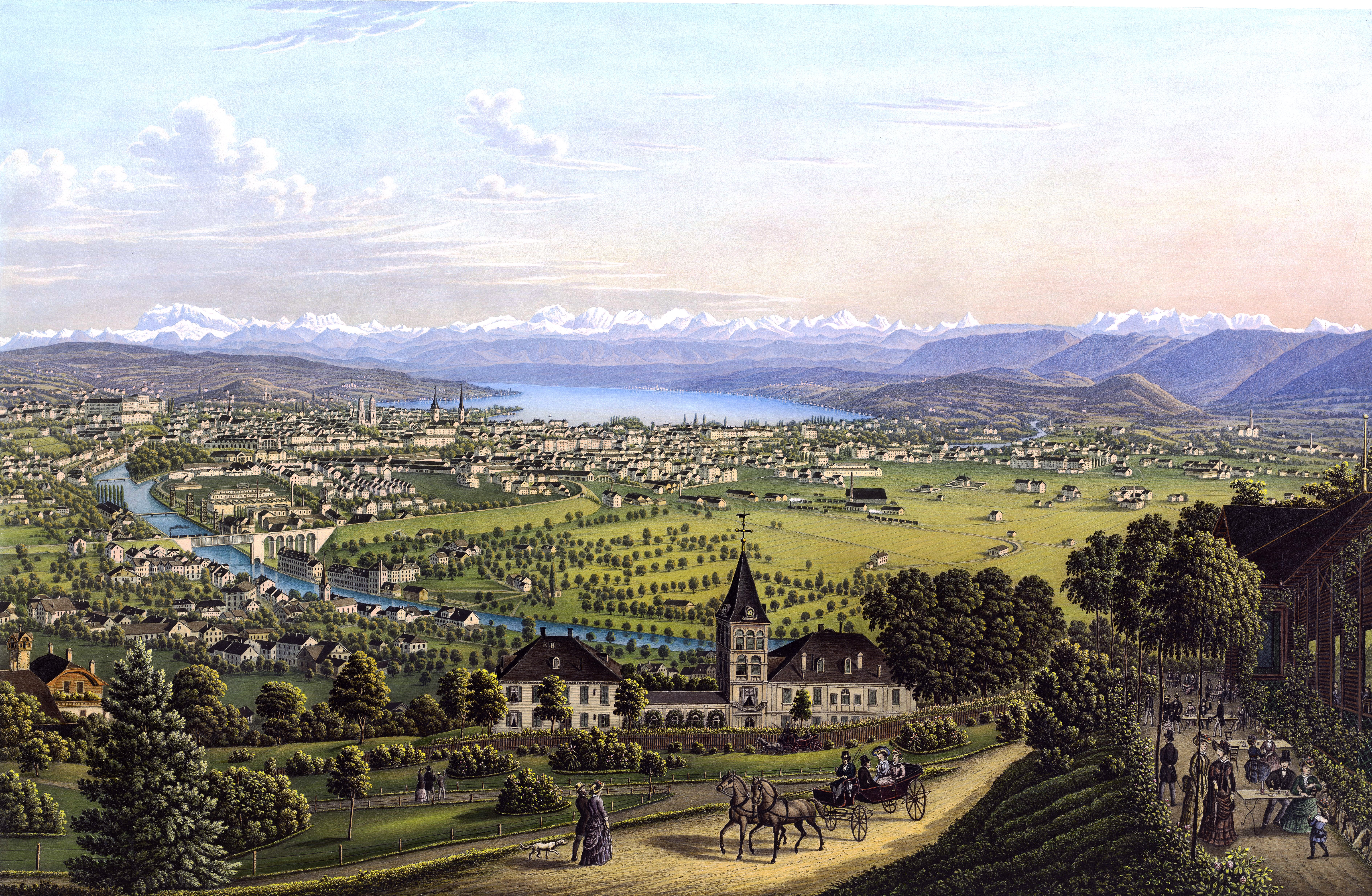
Curych 1884, pohled od severu

Vzestup Curychu na pozici hospodářského centra Švýcarska začal v 18. a 19. století díky textilnímu průmyslu. Pod politickým a hospodářským vedením liberálů, zejména Alfreda Eschera, se vedoucí úloha Curychu od roku 1846 rozšířila i na finanční sektor a sektor služeb, kde vznikla řada bank a pojišťoven. Od úpadku curyšského průmyslu v poválečném období význam tohoto odvětví ještě vzrostl.
V letech 1855 a 1867 zemřelo v Curychu v důsledku špatných hygienických podmínek v mnoha domácnostech asi 500 lidí na choleru. V roce 1867 byla zahájena výstavba kanalizace. V roce 1884 vypukla epidemie břišního tyfu.

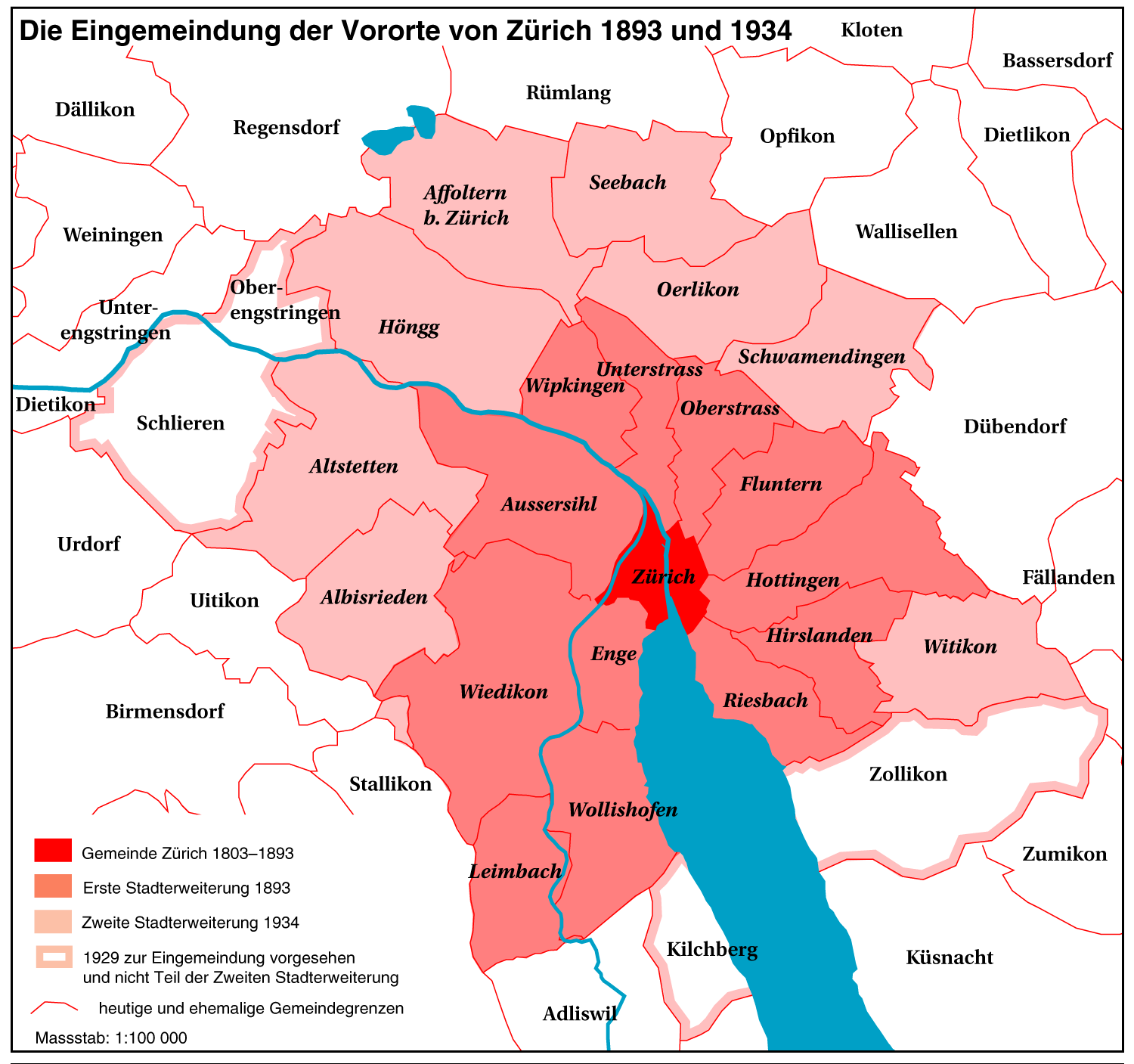
Připojování obcí k Curychu v letech 1893–1934

V letech 1848 a 1874 přijal Curych švýcarskou spolkovou ústavu, postupně zbořil hradby a stal se cílem velké imigrace z okolí. Ve druhé polovině 19. století začal stavební boom, který trval až do 70. let 19. století a v jehož průběhu se Curych z malého městečka stal velkoměstem se všemi jeho problémy. Rychlý růst se zpočátku omezoval na přestavbu a novou výstavbu centra města a stále více zahrnoval i okolní venkovské obce. Ve dvou vlnách připojování bylo v letech 1893 a 1934 ke starému městu připojeno 20 venkovských obcí, ale vytvoření „milionového Curychu“ se dosud nepodařilo. Zatímco finanční síla města a prázdné obecní pokladny předměstských obcí byly původně hnací silou dobrovolného rozšiřování města, v současnosti jsou zbývající samostatné obce na předměstí v lepší finanční situaci než město. To se odráží zejména ve výši daňových sazeb.
Roku 1847 byla otevřena první švýcarská železnice z Curychu do Badenu. Roku 1867 byla založena hlavní třída současného města Bahnhofstrasse, vedoucí od hlavního nádraží k jezeru. Roku 1871 byla otevřena budova hlavního nádraží a roku 1877 curyšská burza.
Dvě výrazné vlny nárůstu počtu obyvatel v letech 1888–1910 a 1950–1970 způsobili nově příchozí ze zahraničí. Přistěhovalci se však obtížně domáhali občanských práv a teprve od roku 1875 začalo platit, že po deseti letech pobytu se člověk stává občanem. V roce 1912 tvořili třetinu obyvatel Curychu cizinci, Curych byl stejně jako velká část německy mluvícího Švýcarska v období před první světovou válkou přátelský vůči přistěhovalcům z Německa, mluvit vysokou němčinou se v kruzích vyšší třídy považovalo za dobré mravy.

### 20. století

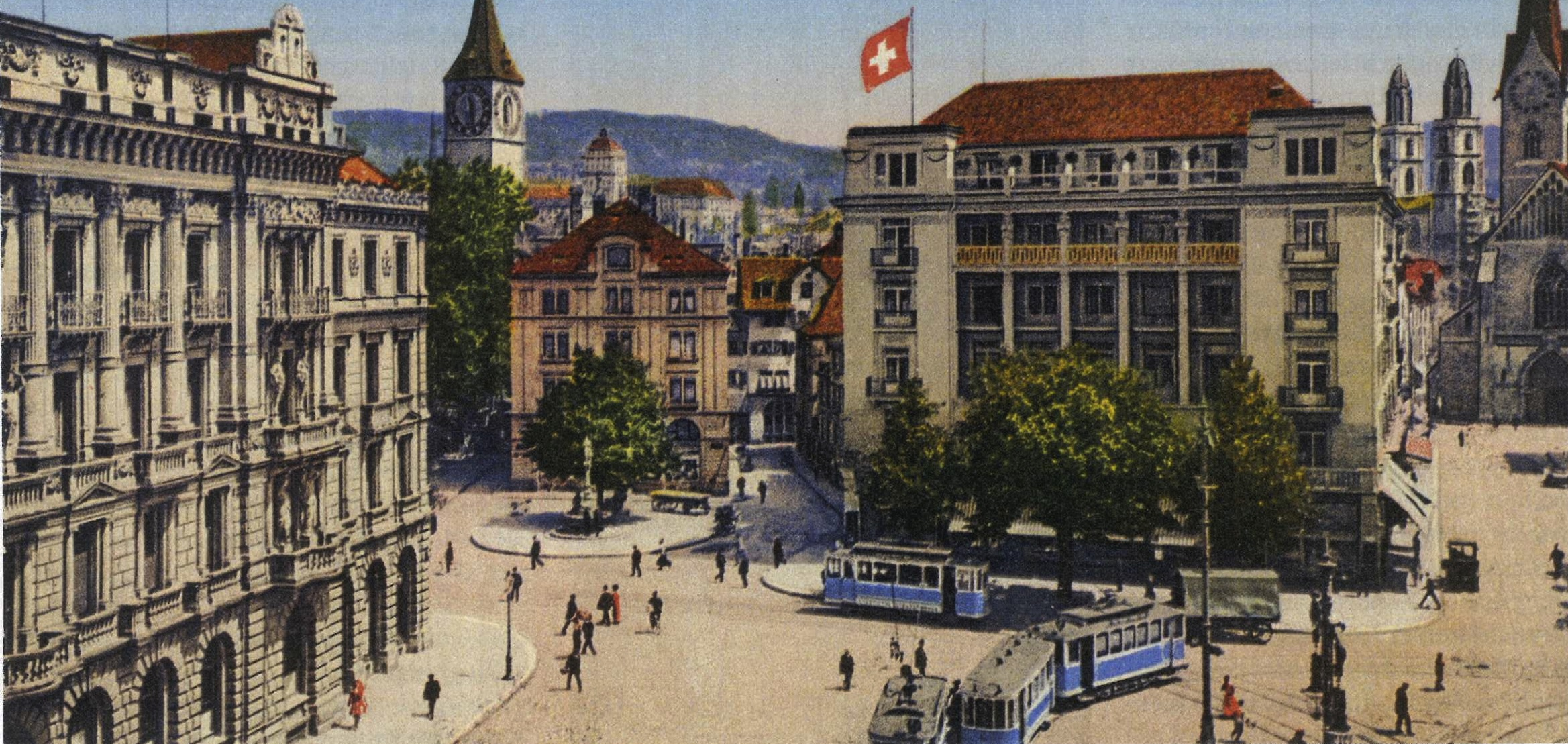
Náměstí Paradeplatz (1910)

Letecký pohled (1961)

V první polovině 20. století byl Curych politicky očarován dělnickým hnutím. Již před celonárodní stávkou v roce 1918 byla konfrontace mezi buržoazií a dělnictvem v Curychu obzvláště ostrá, neboť Curych měl velké průmyslové podniky s tisíci dělníky a byl také baštou vyšších středních vrstev. Když v roce 1928 dosáhla sociálnědemokratická strana pod vedením Davida Farbsteina poprvé absolutní většiny v městské radě (výkonném orgánu) a obecním zastupitelstvu (zákonodárném orgánu), stal se Curych demonstrací vládnoucích schopností sociální demokracie v meziválečném období. Nicméně právě v Curychu se v roce 1939 stala národní výstava známá jako Landi symbolem soudržnosti Švýcarska a vůle k odporu ve jménu duchovní národní obrany proti hitlerovskému Německu. Konečně v roce 1943 se curyšský starosta Ernst Nobs stal prvním sociálním demokratem, který byl zvolen do Spolkové rady. V poválečném období zůstal Curych shromaždištěm a dějištěm protestních hnutí, jako byly nepokoje v roce 1968 a nepokoje mládeže v roce 1980. I dnes je 1. máj v Curychu stále charakteristický každoročními střety mezi autonomními demonstranty a policií.
Problémem ve městě byla po dlouhou dobu také otevřená drogová scéna. V polovině 80. let se Platzspitz stal celosvětově známým pod názvem Needlepark. Ten byl 5. února 1992 vystěhován a zapečetěn, načež se drogová scéna přesunula na již nepoužívané nádraží Letten.

### Současnost

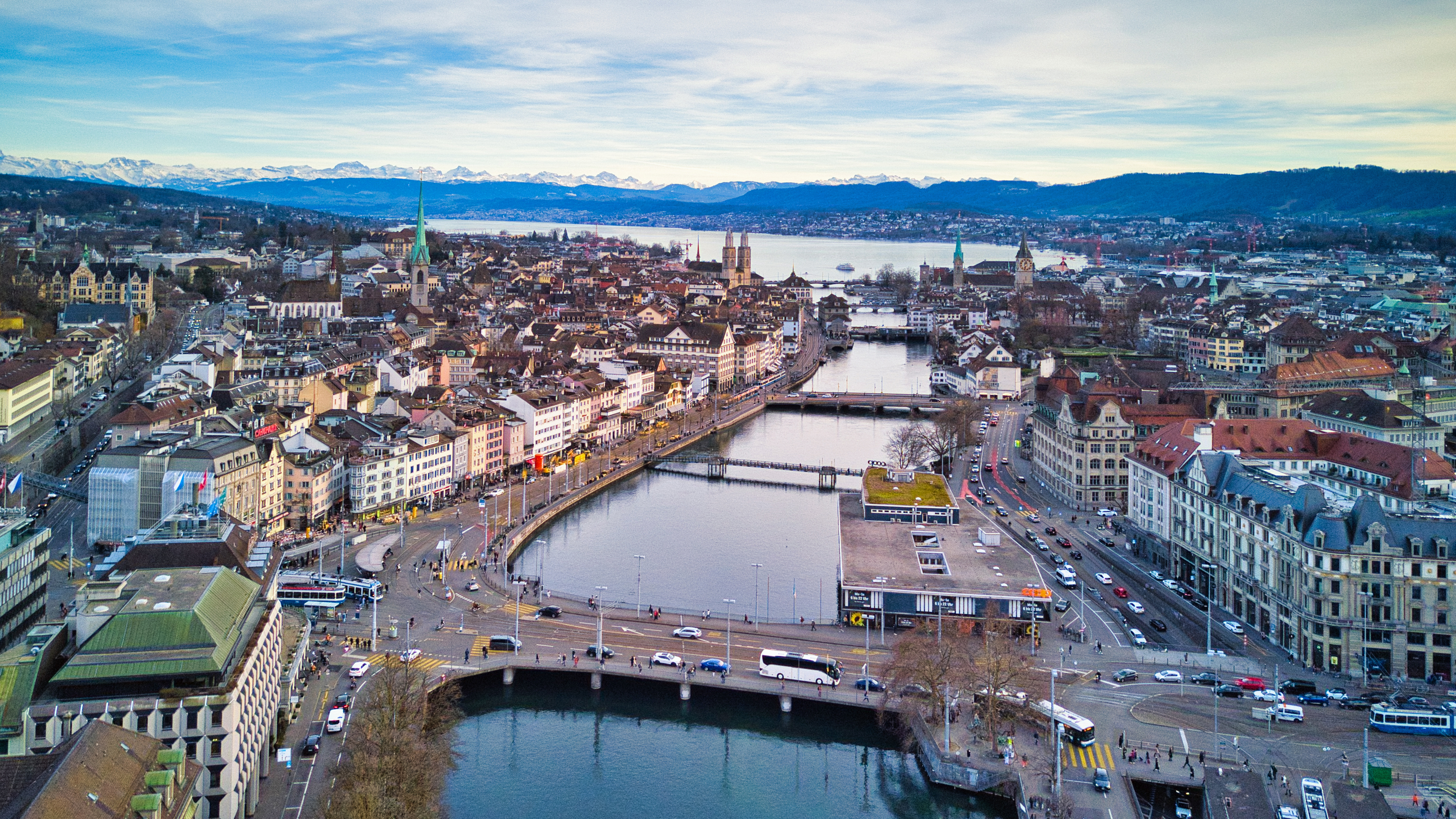
Centrum města, v pozadí Curyšské jezero a Alpy

V 80. letech 20. století se Curych ocitl v začarovaném kruhu mezi poptávkou po dalších kancelářských prostorách v centru města, odlivem obyvatel a hrozbou, že se celé městské čtvrti stanou chudinskými čtvrtěmi kvůli problémům s drogami. Opatření na zvýšení atraktivity centra města, jako například odlehčení městské části Niederdorf od dopravy pomocí nápravných opatření, nemohla zabránit tomu, aby se centrum Curychu stávalo stále méně atraktivním. Změna se zdála nemožná; v roce 1986 tehdejší ředitelka výstavby Ursula Kochová pronesla slavný výrok: „Curych je postaven“, čímž vyjádřila nedostatek perspektivy, pokud jde o budoucnost Curychu a výstavby v něm. Blokádu se podařilo překonat až v polovině devadesátých let, a to nejprve díky novým stavebním a územním předpisům v roce 1996 a liberalizaci zákona o pohostinství v roce 1997. Zejména druhý jmenovaný zákon měl obrovský stimulační účinek na curyšský noční život a umožnil, aby během velmi krátké doby vznikl nespočet nových a moderních restaurací, barů a diskoték. V roce 1998 se pod vedením nového ředitele výstavby Elmara Ledergerbera (od roku 2002 do dubna 2009 starosta Curychu) urychlila asanace opuštěných průmyslových areálů ve čtvrtích Zürich-West a Oerlikon, která po léta postupovala pomalu, a v obou lokalitách tak mohly vzniknout nové moderní městské čtvrti. Do roku 2020 měla vznikout západně od hlavního nádraží nová čtvrť Europaallee.
V oblasti cestovního ruchu byl Curych od roku 2000 označován jako „Downtown Switzerland“ („Centrum Švýcarska“). Zodpovědné orgány toto označení přestaly používat v roce 2011 a nahradily jej novým sloganem „World Class. Swiss Made“.

## Obyvatelstvo

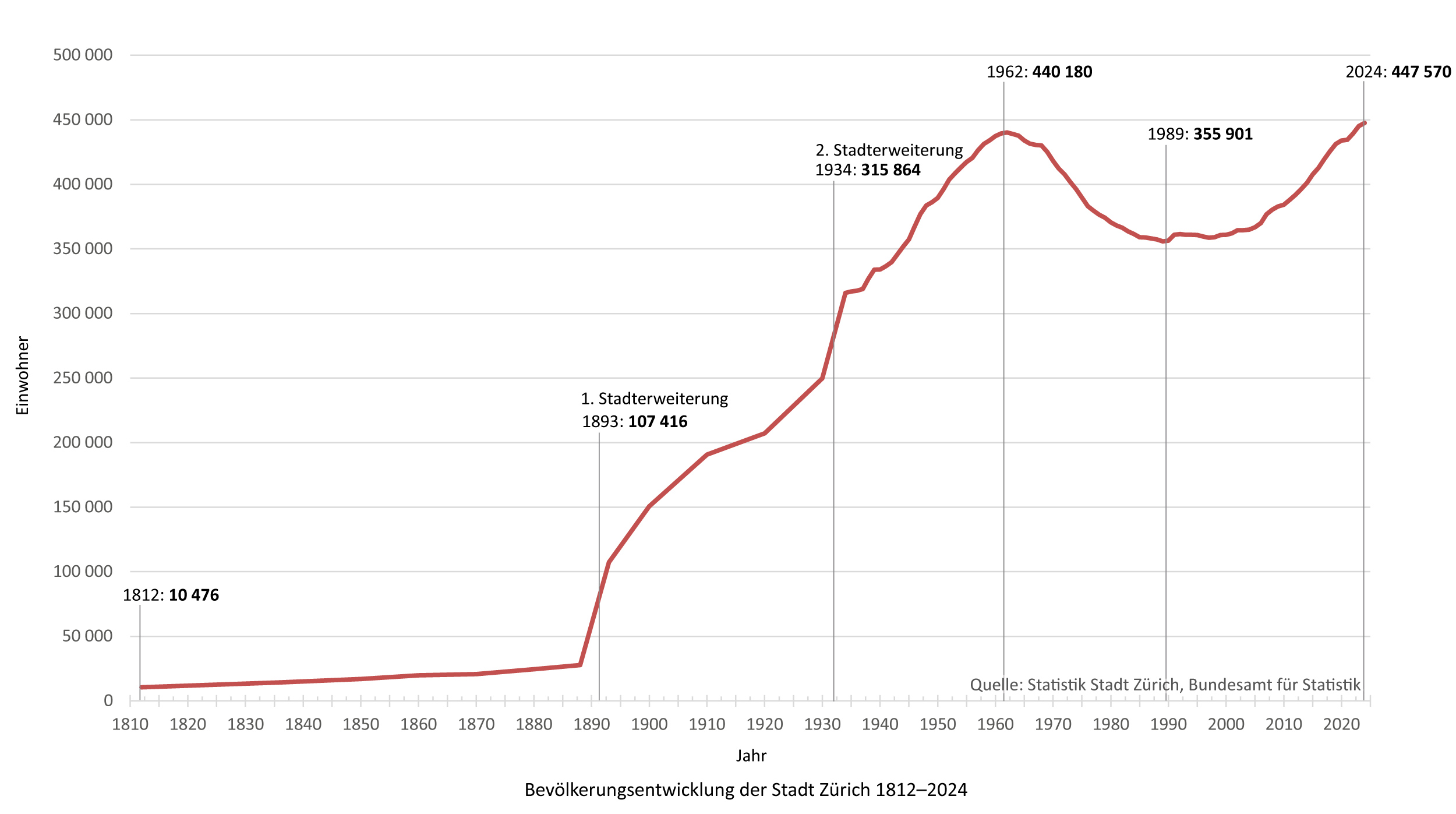
Vývoj počtu obyvatel města

K 31. prosinci 2022 žilo v Curychu 427 721 obyvatel, přičemž nejvyššího počtu obyvatel bylo dosaženo v roce 1962, kdy zde žilo 440 180 lidí.
Hustota zalidnění na konci roku 2020 činila z pohledu statistiky 4655 osob na kilometr čtvereční. 33,0 % obyvatel registrovaných v Curychu v té době tvořili cizinci bez švýcarského občanství. V listopadu 2016 pocházeli obyvatelé Curychu ze 170 národů.
| Původ       | Počet   | Podíl  |
| ----------- | ------- | ------ |
| Švýcarsko   | 296 871 | 66,4 % |
| Německo     | 32 266  | 7,2 %  |
| Itálie      | 17 293  | 3,9 %  |
| Španělsko   | 7 799   | 1,7 %  |
| Portugalsko | 7 008   | 1,7 %  |
| Francie     | 5 773   | 1,3 %  |
| Rakousko    | 5 048   | 1,1 %  |
| Řecko       | 3 630   | 0,8 %  |
| Čína        | 3 576   | 0,8 %  |
| Polsko      | 3 416   | 0,8 %  |
| Eritrea     | 3 327   | 0,8 %  |

V Curychu žije mnoho lidí z jiných kantonů (uvádí se 41 % obyvatel města, 60 % z nich jsou Švýcaři). Vzhledem k místním a regionálním rozdílům v daňových sazbách se někteří lidé snaží vyhnout registraci a trvalému pobytu na území města.
V curyšské aglomeraci žije v současnosti 1,19 milionu obyvatel – podle údajů Eurostatu z roku 2012 jich bylo 1 392 396; v curyšském metropolitním regionu (zahrnujícím města Winterthur, Baden, Brugg, Schaffhausen, Frauenfeld, Uster/Wetzikon, Rapperswil-Jona a Zug) jich žije přibližně 1,83 milionu.

### Jazyky
Úředním jazykem a lingua franca je švýcarská varianta standardizované němčiny, která se také označuje jako tzv. Hochdeutsch („vysoká němčina“, stejně jako v Německu) nebo spisovná němčina (protože se většinou používá pouze v písemné korespondenci). Používá se v novinách a časopisech, v literatuře, na internetových stránkách a v celé korespondenci. Kromě toho se švýcarská vysoká němčina používá také v mluvené podobě na univerzitách, ve školách, v divadlech, ve zpravodajských, diskusních a podobných pořadech v rozhlase a televizi (s výjimkou místních stanic) a většinou také na oficiálních akcích pořádaných oficiálními institucemi (např. parlamentní debaty, soudy).
V běžném životě se převážně mluví místní variantou švýcarské němčiny, tedy curyšskou němčinou, nebo některým z dalších švýcarských dialektů. Tato diglosní jazyková situace je typická pro celé německy mluvící Švýcarsko.
Podle sčítání lidu z roku 2010 (bylo možné uvést více odpovědí) mluví 69,3 % obyvatel Curychu doma švýcarskou němčinou, 22,7 % hovoří vysokou němčinou (není rozlišeno, o jakou variantu se jedná). Od předposledního sčítání lidu v roce 2000 se výrazně zvýšilo používání angličtiny v soukromé sféře v domácnosti: 8,8 %. Následuje italština se 7,1 %, francouzština se 4,5 %, bosenština/chorvatština/srbština se 4,1 %, španělština s 3,9 %, portugalština s 3,1 % a albánština s 2,3 %. Dvěma nebo více jazyky doma hovoří 20 % obyvatel Curychu.

### Náboženství
V roce 2019 se 105 066 obyvatel (25,1 %) z celkového počtu obyvatel Curychu hlásilo k římskokatolické církvi, 80 698 obyvatel (19,3 %) k evangelické reformované církvi, 2015 obyvatel (0,5 %) k jiným uznaným náboženským společenstvím a 231 233 obyvatel (55,2 %) k jinému vyznání/náboženství nebo bez vyznání. Přesné údaje o členství v ostatních náboženských společenstvích (kromě národních církví) již nejsou od sčítání lidu v roce 2000 k dispozici pro všechny obyvatele. Spolkový statistický úřad (BFS) však provádí výběrová šetření, při nichž jsou zaznamenávány i další náboženské komunity ve městě Curychu. Od roku 1970 počet osob bez vyznání prudce vzrostl; ve výběrovém šetření v roce 2020 uvedlo 42,8 % respondentů starších 15 let, že se nehlásí k žádnému náboženství.

## Politika

### Zákonodárná moc

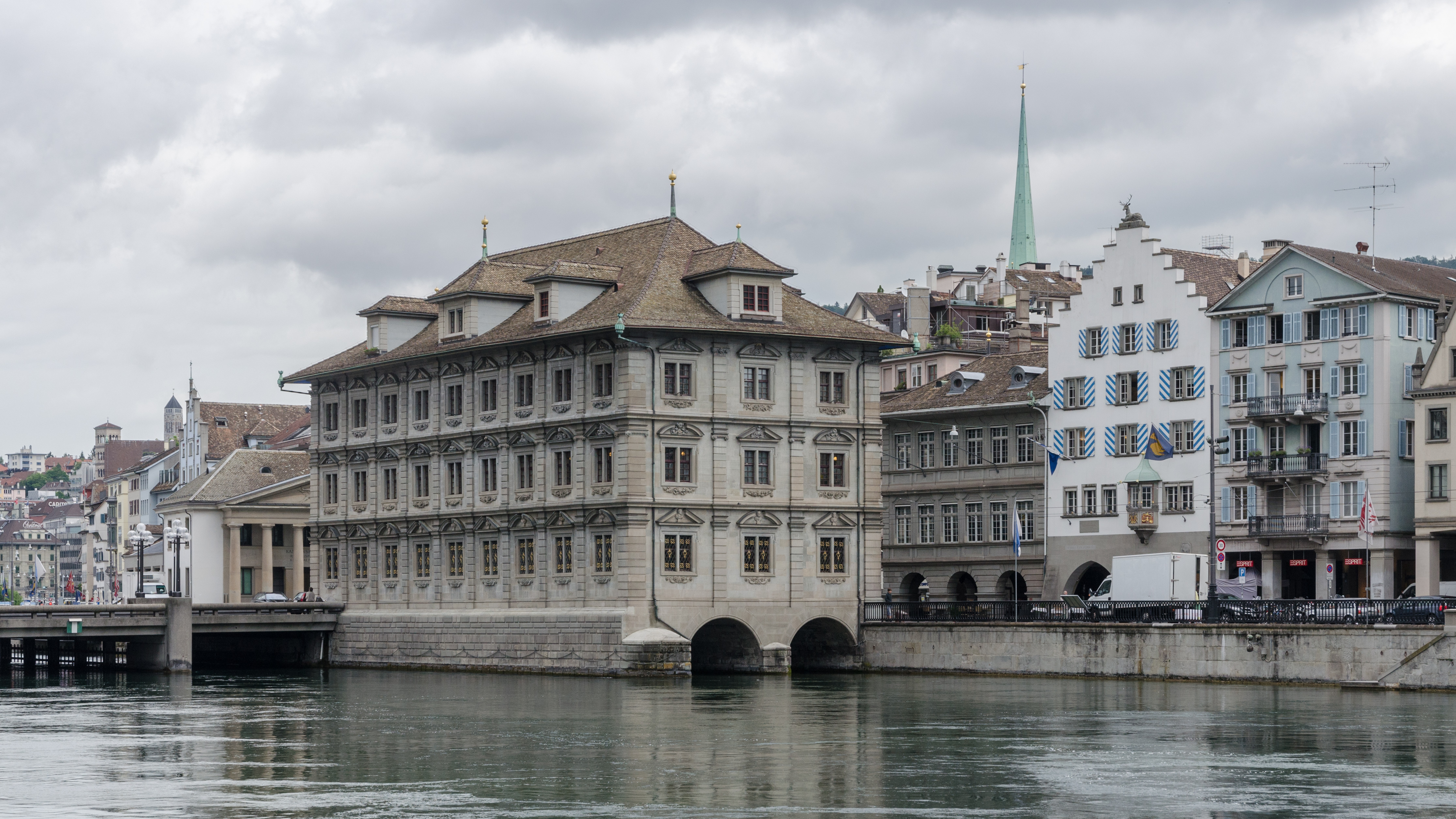
Curyšská radnice

Zákonodárným orgánem města Curych je obecní rada (případně zastupitelstvo, německy Gemeinderat), která má 125 členů. Zasedá každou středu večer na curyšské radnici a členové jsou placeni za účast na zasedáních. Do roku 1934 se městská rada nazývala Velká městská rada (Grosser Stadtrat). Od roku 2006 jsou členové parlamentu voleni poměrným zastoupením pomocí „metody dvojího poměrného dělitele se standardním zaokrouhlením“ (Doppelter Pukelsheim). Tento volební postup má zabránit deformacím v malých volebních obvodech a zvýhodňování velkých stran. Strana musí získat pět procent hlasů alespoň v jednom volebním obvodu, aby byla zahrnuta do rozdělení mandátů. S pětiprocentní překážkou se v systému původně nepočítalo. Jejím účelem je zabránit přílišné fragmentaci stranické scény.
Oblast města je rozdělena do devíti volebních obvodů. Počet obyvatel žijících v daném volebním obvodu se vydělí přídělovým dělitelem a zaokrouhlí na nejbližší celé číslo. Výsledkem je počet mandátů, které mají být v daném volebním obvodu přiděleny. Dělitel přídělu je stanoven tak, aby bylo přiděleno 125 mandátů.
Nejdéle sloužícím obecním zastupitelem byl Niklaus Scherr ze strany Alternative Liste, který byl členem městského zastupitelstva v letech 1978–2017.

### Výkonná moc
Městská rada (Stadtrat) je devítičlenným výkonným orgánem města Curych. Jejím hlavním úkolem je řízení městské správy. Občané Curychu, kteří mají právo volit, volí městskou radu každé čtyři roky většinou hlasů. Od 1. května 2009 je starostkou města sociální demokratka Corine Mauch. Je první ženou v této funkci. Městská kancelář, v jejímž čele stojí úředník (srovnatelný s funkcí tajemníka v českém prostředí), podporuje městskou radu v administrativních záležitostech. V právních záležitostech radnici radí právní poradce.

### Kantonální orgány
Curych je hlavním městem kantonu a sídlem parlamentu, vlády a správy kantonu Curych. Kantonální zákonodárný sbor (kantonální rada) zasedá v radnici na nábřeží Limmatquai, stejně jako zastupitelstvo města Curychu. Kantonální správa sídlí na náměstí Walcheplatz a Neumühlequai (správní budova Walche a Caspar-Escher-Haus). Kromě toho se v Curychu nachází velká část kantonálního soudnictví: kantonální nejvyšší soud a správní soud. Okresní soud v Curychu, největší soud v kantonu Curych s přibližně 400 zaměstnanci, sídlí v různých budovách na ulici Badenerstrasse, většinou v tzv. okresní budově.

### Znak a vlajka
Znak, diagonálně rozdělený stříbrnou a modrou barvou, vznikl ve 14. století a byl odvozen od modrobílých pruhů městských praporů, které se pravděpodobně poprvé objevily ve 13. století, kdy se Curych stal císařským městem. Znak je čtvrtým nejstarším v kantonu po erbech Winterthuru (1276), Grüningenu (1370) a Rheinau (1374). Heraldickým zvířetem města Curychu je lev, tzv. Zürileu. Štít v úplné podobě erbu tradičně drží dva stojící lvi, kteří jsou v heraldice považováni za symboly odvahy, síly, ráznosti, smělosti a statečnosti.
Dnes kanton a město Curych používají stejný erb. Pro odlišení je štít v plném městském znaku korunován nástěnnou korunou. Drobný rozdíl je také ve vyobrazení lvů: v erbu kantonu je vlevo zobrazen lev s mečem (meč jako symbol války a státní moci) a vpravo lev s palmovou ratolestí (palmová ratolest jako symbol míru); městští lvi jsou naproti tomu zobrazeni bez meče a palmové ratolesti. Od roku 2005 se stylizovaný úplný erb používá jako standardizované logo městských úřadů.

## Hospodářství

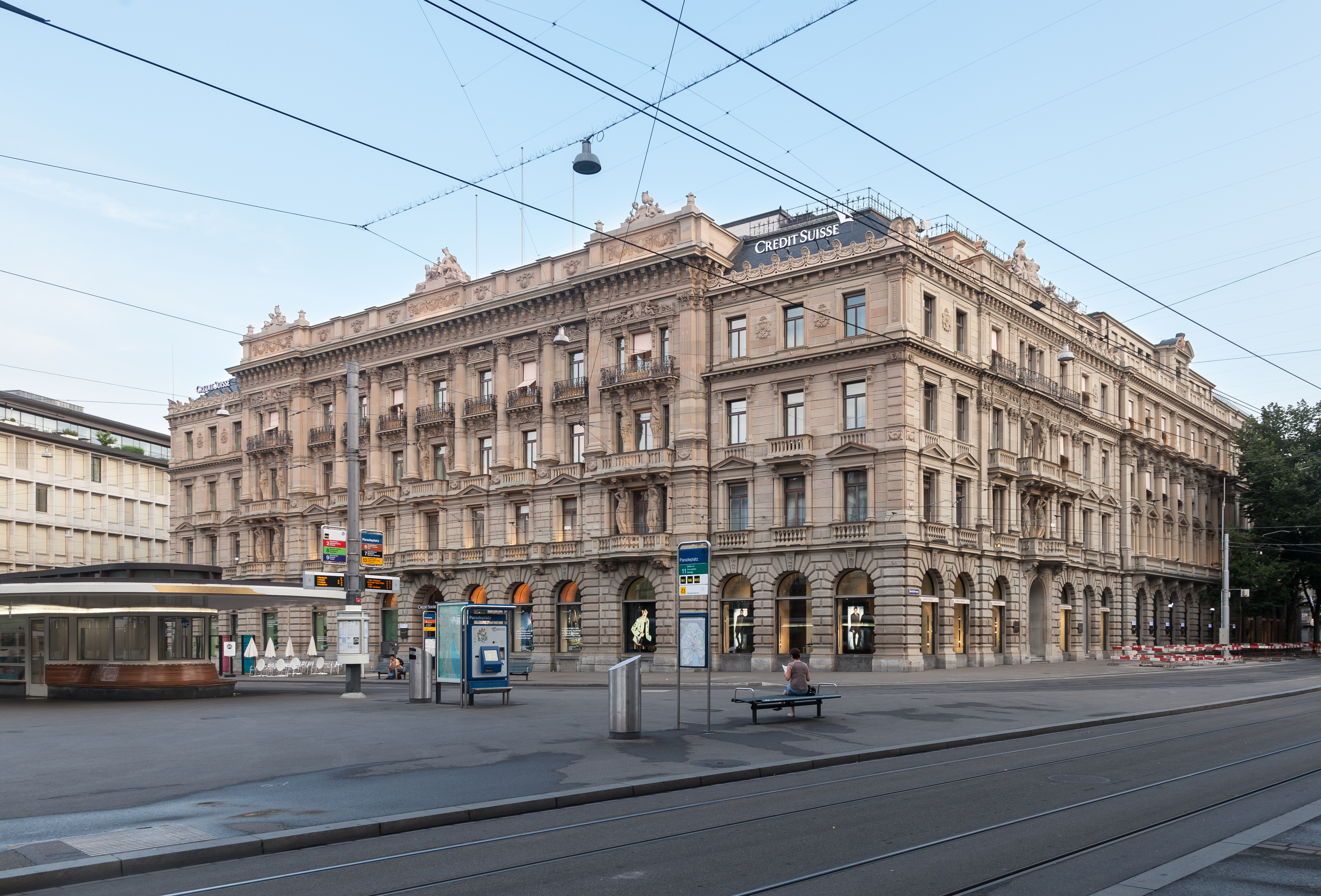
Ústředí Credit Suisse na náměstí Paradeplatz

Curych je hospodářským centrem Švýcarska. Celá hospodářská oblast v Curychu a jeho okolí se také nazývá Velký Curych. V mezinárodním měřítku se vyznačuje zejména nízkými daňovými sazbami a vysokou kvalitou života, a proto v Curychu sídlí některé mezinárodní společnosti. V roce 2018 bylo 5,4 % obyvatel milionářů (počítáno v amerických dolarech). Díky tomu je Curych městem s třetí nejvyšší hustotou milionářů na světě, hned po Monaku a Ženevě. Vzhledem ke svému mezinárodnímu ekonomickému významu je Curych často řazen do kategorie tzv. globálních měst.
Ekonomika je velmi silně orientována na sektor služeb, ve kterém pracuje téměř 90 % curyšských zaměstnanců. Přibližně 10 % pracuje v průmyslovém sektoru a méně než 1 % v zemědělství. Ve městě žije 200 110 pracujících obyvatel (podle sčítání lidu z roku 2000), kteří mají 318 543 pracovních míst. Většina zaměstnanců (56 %) dojížděla za prací z jiných obcí. Kromě přibližně 178 000 dojíždějících do zaměstnání dojíždí z města přibližně 39 000 osob.

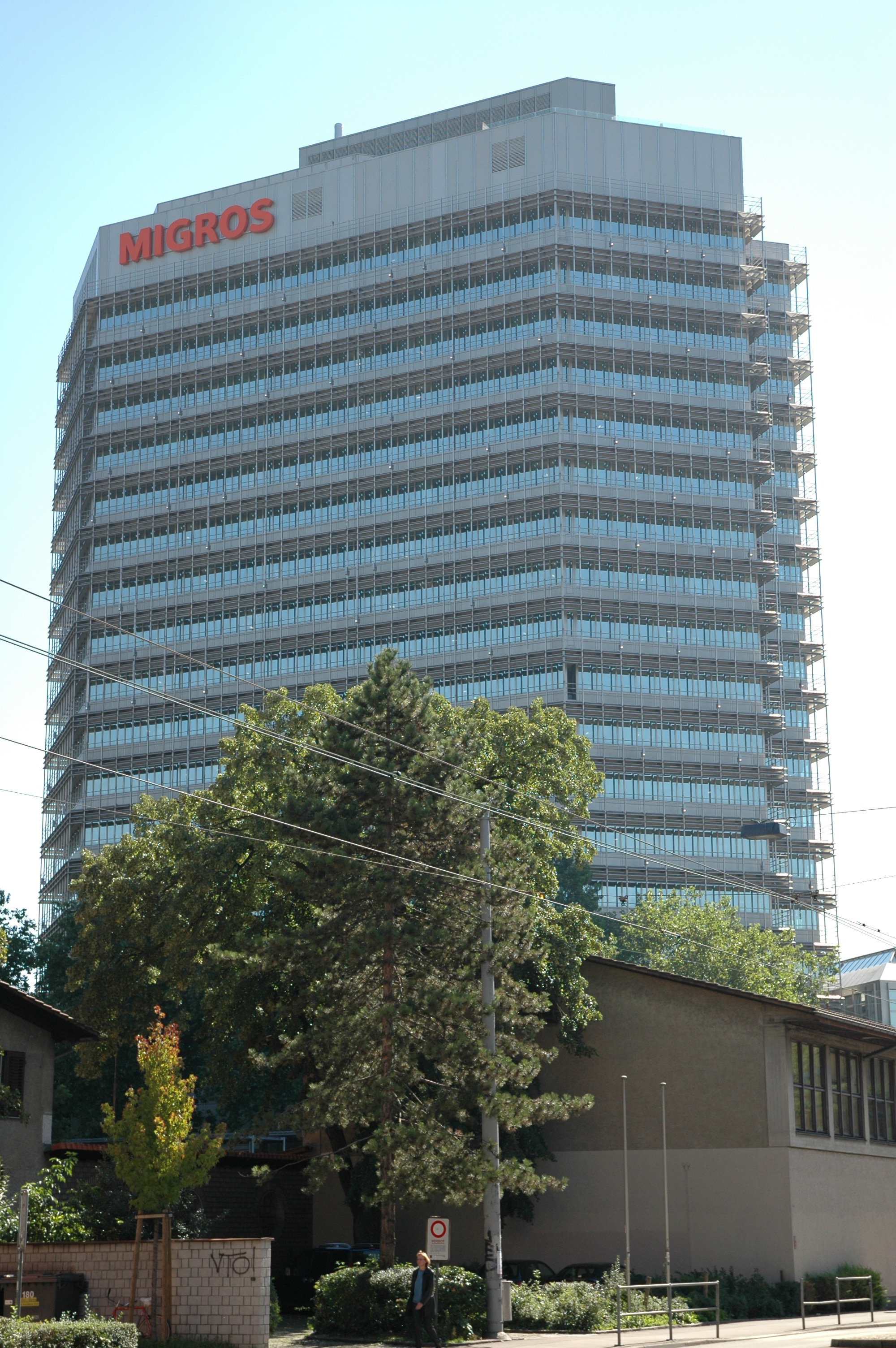
Sídlo skupiny Migros v Curychu

Nejdůležitějším hospodářským odvětvím v Curychu je sektor finančních služeb, který má své centrum na náměstí Paradeplatz. Ve městě sídlí dvě velké banky – UBS, do roku 2023 největší světový správce aktiv, a Credit Suisse, 
Švýcarská národní banka, Zürcher Kantonalbank, privátní banka Julius Baer a řada menších bank. V Curychu má své zastoupení také více než 100 zahraničních bank. V curyšském bankovním centru pracuje přibližně 45 000 lidí, což je téměř polovina všech zaměstnanců bank ve Švýcarsku. Velký význam mají obchody s privátní klientelou, neboť v Curychu je spravováno více než 25 % světových přeshraničních aktiv (přibližně třetina všech aktiv ve Švýcarsku). Od roku 1920 do roku 1996 provozovala Švýcarská pošta v Curychu systém pneumatických trubek, mezi jehož diskrétní zákazníky patřily i banky. Významnou roli na mezinárodní úrovni hraje také švýcarská burza SIX, která posiluje význam Curychu jako finančního centra. Je jednou z předních světových burz z hlediska technologie. Curych také představuje třetí největší pojistný trh na světě. V Curychu sídlí Swiss Re, jedna z největších světových zajišťoven, a Swiss Life, největší skupina životního pojištění ve Švýcarsku. Další pojišťovnou mezinárodního významu je Zurich Insurance Group. Celý sektor finančních služeb generuje téměř 50 % daňových příjmů města Curych.
Druhým nejvýznamnějším hospodářským odvětvím jsou služby související s podnikáním, jako je právní a manažerské poradenství, IT a správa nemovitostí. Za zmínku stojí například společnost IBM Switzerland, která v Rüschlikonu provozuje významnou výzkumnou laboratoř. Také společnost Google provozuje v Curychu od roku 2004 své evropské výzkumné centrum. Druhé největší pracoviště společnosti po Mountain View vzniklo v bývalém areálu společnosti Hürlimann AG.
V důsledku strukturálních změn klesl význam zpracovatelského průmyslu a stavebnictví. Velké průmyslové podniky, jako například Siemens, však mají v Curychu stále své pobočky. V Curychu sídlí také elektrotechnická skupina ABB.
Z dalších hospodářských odvětví má význam největší švýcarská maloobchodní skupina Migros, největší světový výrobce čokolády Barry Callebaut, dva největší prodejci automobilů AMAG Group a Emil Frey Group a také největší švýcarská přepravní skupina Kuoni.
V neposlední řadě se díky kulturní rozmanitosti Curychu stal v posledních letech významným ekonomickým faktorem také cestovní ruch. Každoročně město Curych přivítá přibližně devět milionů jednodenních turistů a dva miliony hostů, kteří zde přenocují, přičemž většina z nich je v Curychu také pracovně.

## Životní úroveň
Do roku 2008 byl Curych sedmkrát za sebou vyhlášen městem s nejvyšší kvalitou života na světě. V rámci celosvětového průzkumu kvality života analyzovala renomovaná poradenská společnost Mercer 215 velkých měst na základě 39 kritérií, mezi něž patřily volný čas, rekreace, bezpečnost, čistota, politická a ekonomická stabilita a lékařská péče. Od roku 2009 se Curych často umísťoval na druhém místě za Vídní (například v roce 2016). V roce 2023 mu v tomto žebříčku patřilo 6. místo. Curych je také uváděn jako jedno z měst s nejvyššími životními náklady na světě.

## Doprava

### Městská doprava

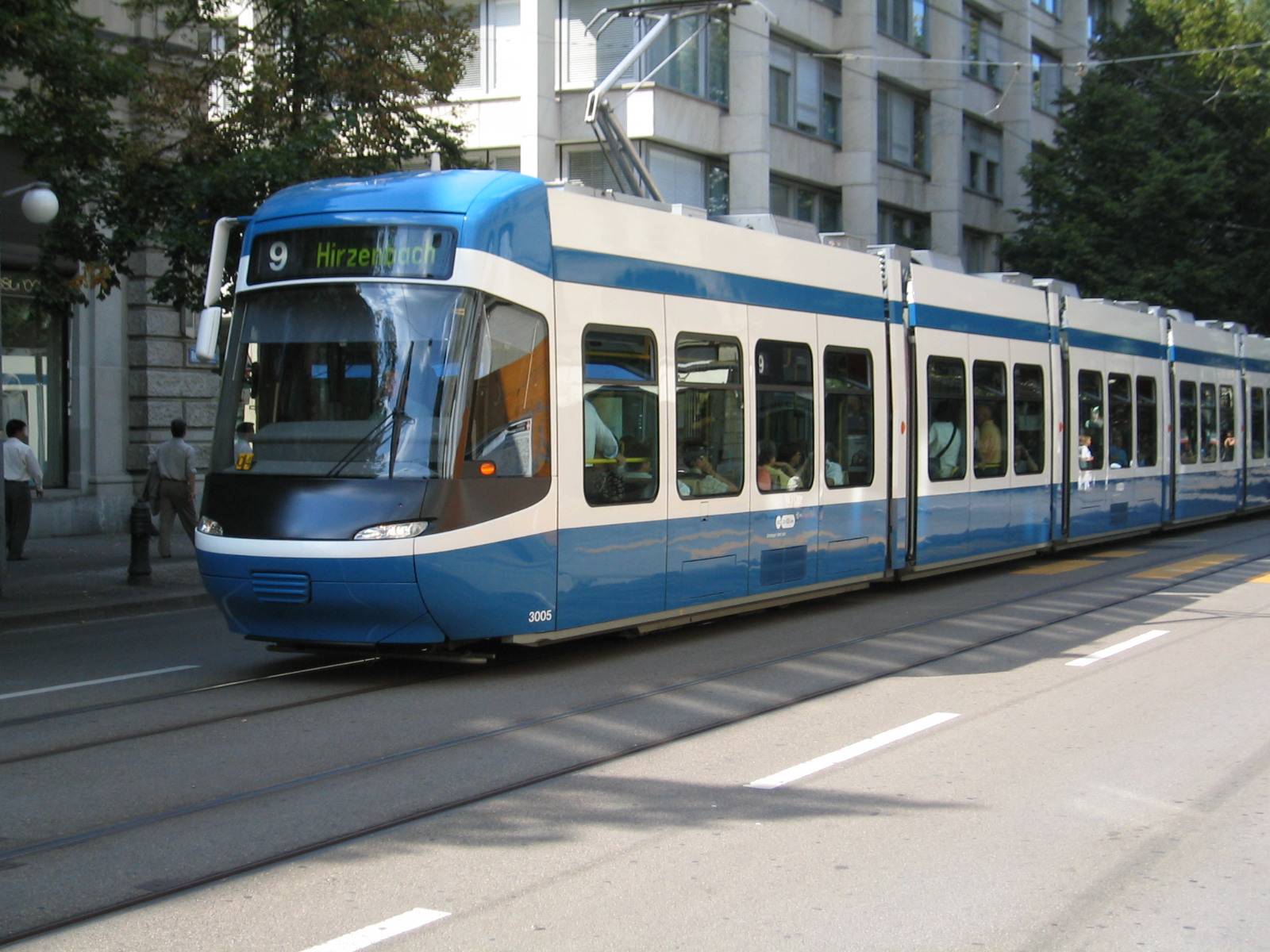
Tramvaj Cobra

Veřejná městská doprava je v Curychu velmi populární a převažuje nad automobilovou. Většinu služeb veřejné dopravy ve městě Curych zajišťuje společnost Verkehrsbetriebe Zürich (VBZ). VBZ provozuje curyšskou tramvajovou dopravu s 15 linkami a curyšskou trolejbusovou dopravu se šesti linkami. Ty doplňuje 14 autobusových linek Curych. Kromě toho existuje sedm autobusových linek do okolí a také Polybähnli, lanovka Rigiblick a Dolderbahn. VBZ provozuje dalších 31 autobusových linek v curyšské aglomeraci. Celá síť linek společnosti Verkehrsbetriebe Zürich pokrývá v Curychu přibližně 300 kilometrů.
V prosinci 2006 byl otevřen první úsek tramvajové trati Glattalbahn na severu Curychu. Od roku 2008 další úsek této tramvajové trati napojuje letiště a vznikající obce mezi letištěm a městem přímo na curyšskou tramvajovou síť.
Různé projekty metra nebo podzemní dráhy dosud ztroskotaly na finančních důvodech a na odporu obyvatel, kteří je odmítli v referendech. Realizován byl pouze krátký úsek, tunel Milchbuck–Schwamendingen, který byl později upraven pro provoz tramvají.

### Železniční doprava

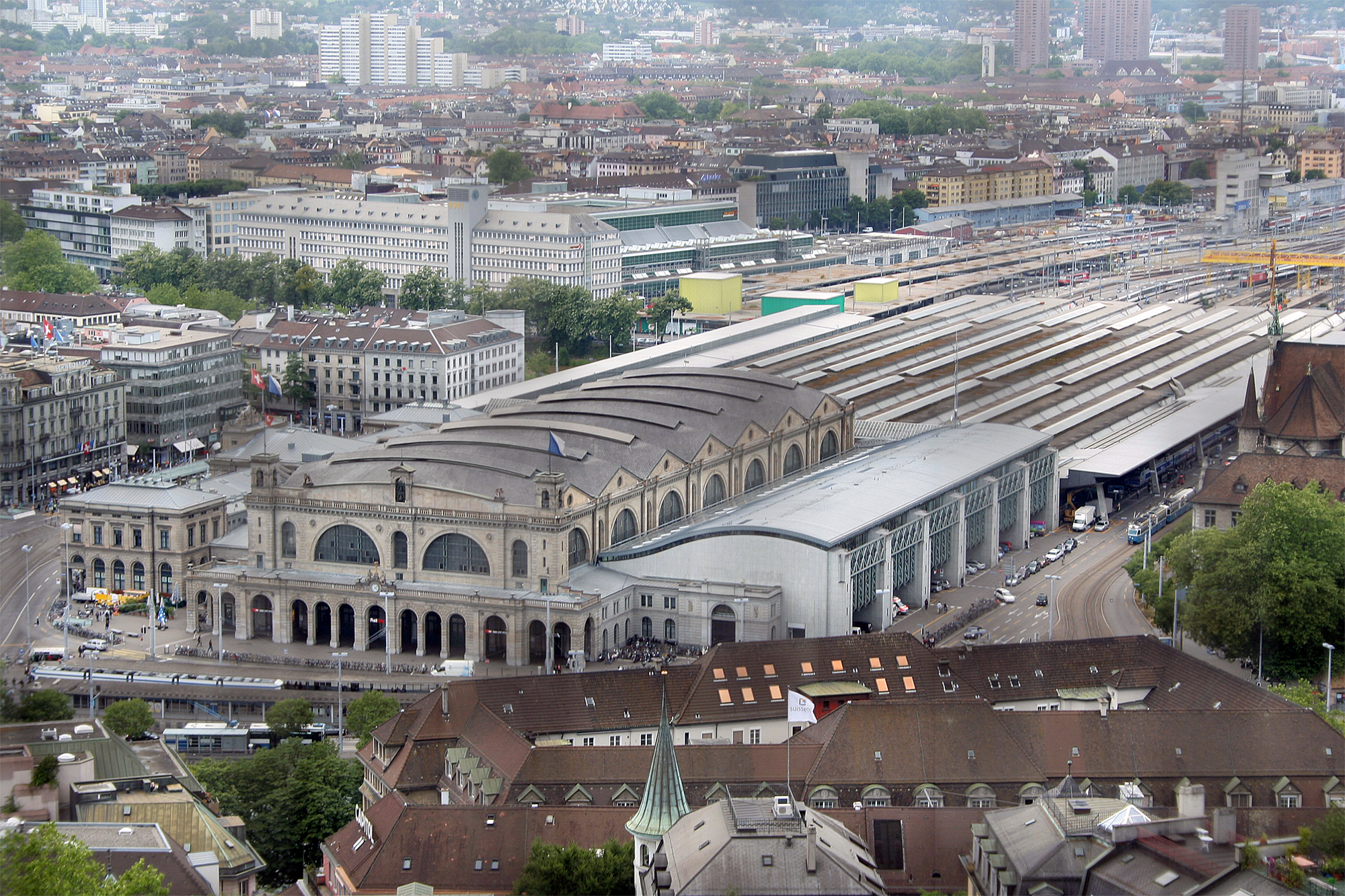
Zürich Hauptbahnhof

Hlavní nádraží Zürich Hauptbahnhof s více než 2900 spoji a 350–500 tisíci pasažéry denně patří mezi nejrušnější na světě a město má dalších 16 nádraží a 10 zastávek. Tratě provozují Švýcarské spolkové dráhy (SBB).
Hlavní nádraží má přímé dálkové spojení vlaky TGV do Francie a ICE do Německa, stejně jako vlaky EuroCity do italského Milána. Spojení s Českou republikou je udržováno prostřednictvím nočního spojení, a to dvěma spoji, jedním po jižní trase přes  Linec, Salcburk a Innsbruck, a jedním po severní trase přes Drážďany, Lipsko, Frankfurt nad Mohanem a Basilej.
Regionální dopravu tvoří jednotná síť předměstských železnic (S-Bahn). 

### Letecká doprava

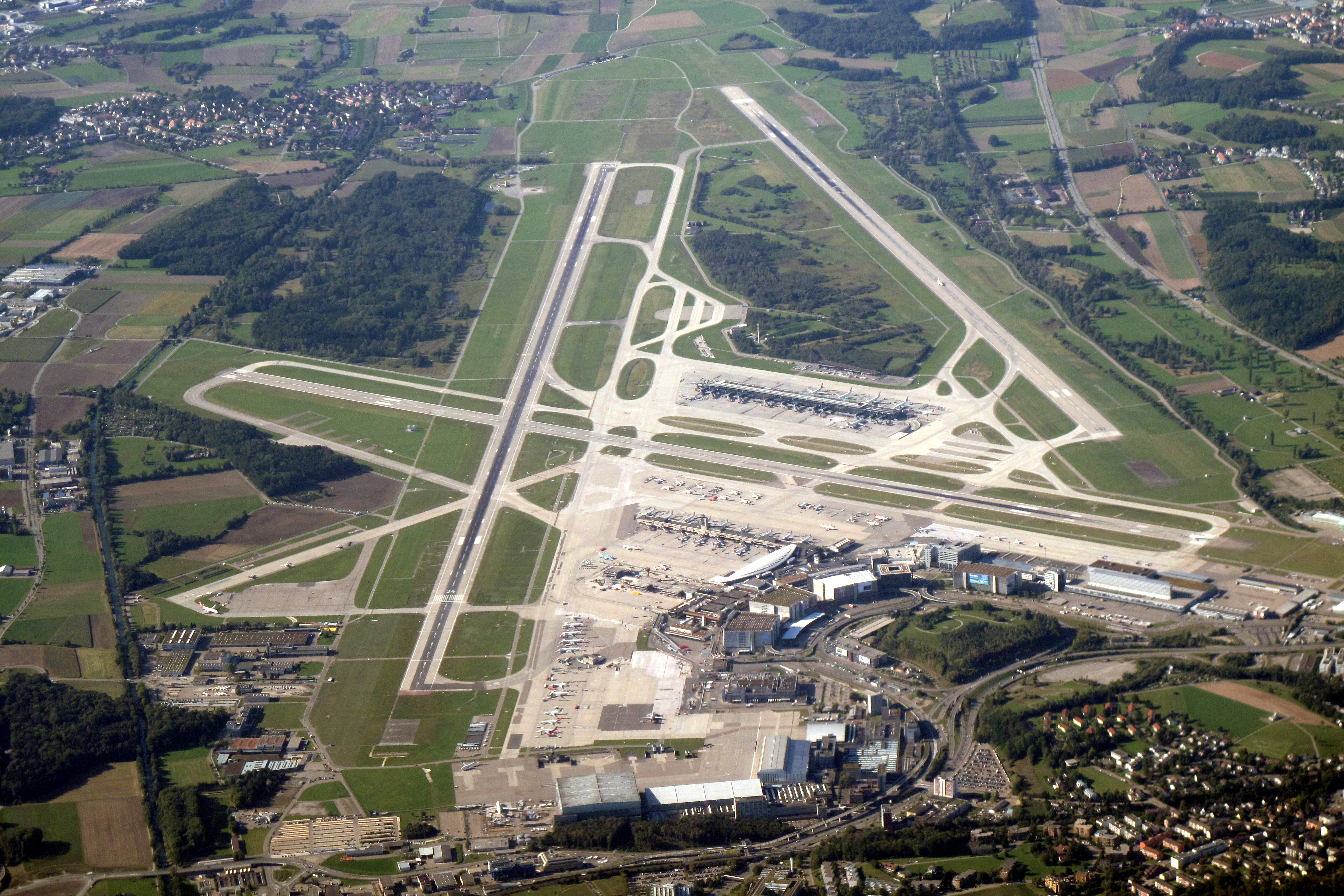
Letiště Curych

Letiště Curych, nacházející se v obci Kloten, asi 13 km severně od města, je s více než 24 miliony cestujících za rok na 15. místě v Evropě a má přímé spojení se všemi kontinenty. Letiště využívají společnosti Swiss (Swiss International Air Lines a Swiss European Air Lines), Alitalia a Lufthansa (ta jej nazývá svým třetím hubem) a je domovským letištěm společností Belair, Edelweiss Air a Helvetic Airways i základnou záchranné letecké služby.

### Silniční doprava
Město Curych má napojení na všechny hlavní švýcarské dálnice. Po dálnici A1 se lze dostat přímo do Ženevy nebo St. Gallenu, po dálnici A3 do Basileje a Churu a po dálnici A4 se přes Curych lze dostat do Winterthuru, Schaffhausenu a Lucernu.
Vzhledem k hustému zalidnění a velké intenzitě dopravy se v Curychu pravidelně tvoří dopravní zácpy. Severní obchvat města je v provozu od roku 1985, ale v současné době dosahuje svých kapacitních mezí. Každodenní dopravní zácpy vznikaly také na západním obchvatu (1972), původně vybudovaném jako dočasné opatření, vnitroměstské spojnici mezi konci dálnic A1 a A3, která před otevřením Aeschertunelu 4. května 2009 vedla zčásti středem obytných čtvrtí. Otevření tunelu Uetliberg v roce 2009 zajistilo častější příjezd do centra Curychu z jihu, zejména proto, že otevření tunelu Islisberg dne téhož roku umožnilo, aby doprava z Lucernu proudila téměř po celé délce do centra města ve čtyřech jízdních pruzích. Zároveň však uzavření mezery na dálnicích A3 a A4 odkloní část dopravy mezi Basilejí a Ticinem z dálnice A2 a Lucernem do zázemí Curychu a na severní břeh Lucernského jezera a jižní břeh Curyšského jezera. Částečně se podařilo realizovat i dlouho diskutovaný projekt curyšské rychlostní silnice Y, kdy pod celým městem povede městský tunel, který propojí tři dálnice do Bernu/Basileje (A1), Churu (A3) a Winterthuru (A1/A4) pod zemí.
Míra automobilizace v Curychu (počet osobních automobilů na 1000 obyvatel) činila v roce 2016 328.

### Lodní doprava
Plavební společnost Zürichsee-Schiffahrtsgesellschaft (ZSG) provozuje pravidelnou lodní dopravu na celém Curyšském jezeře. Z náměstí Bürkliplatz lodě obsluhují dvě přístaviště ve Wollishofenu a Zürichhornu, která se nacházejí v centru města. Odtud lodě pokračují k přístavištím v obcích u Curyšského jezera.
Okružní plavba lodí Limmat vede po řece Limmat od Národního muzea na náměstí Bürkliplatz a dále do Wollishofenu a Zürichhornu. Limmatské lodě obsluhují také zastávku v přístavu Enge.
Stejně, jako všichni ostatní provozovatelé veřejné dopravy v kantonu Curych, je i ZSG členem dopravního svazu Zürcher Verkehrsverbund.

## Pamětihodnosti

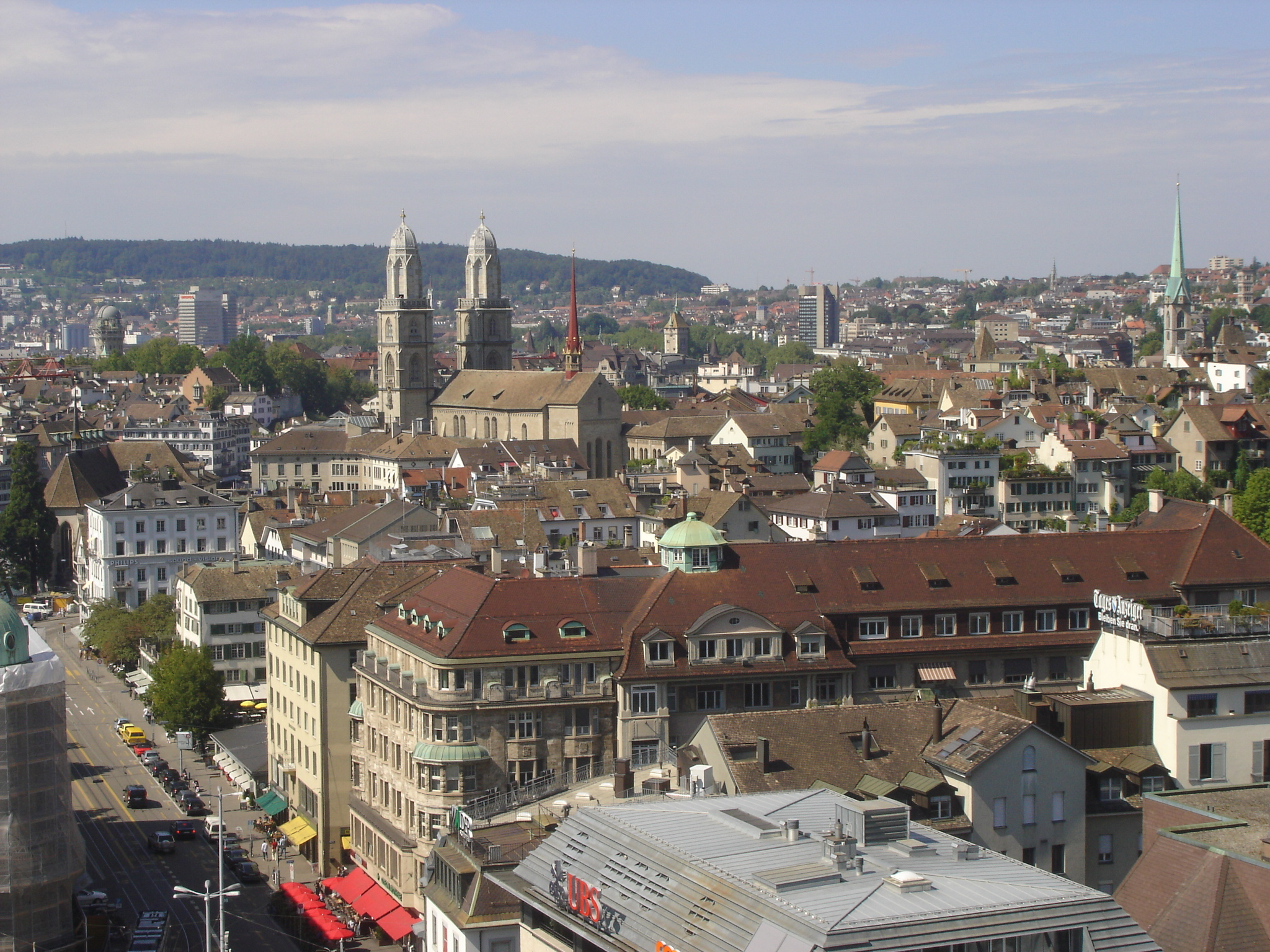
Historické město, pravý břeh Limmatu

Řeka Limmat protéká starým centrem a dělí je na dvě části. Jsou zde pozůstatky bývalého opevnění a vodní příkop Schanzengraben. Na západním okraji centra teče řeka Sihl. Na pravém břehu Limmatu leží Niederdorf, živější část města s mnoha restauracemi, kiny a hudebními kluby. Živý je také 4. obvod kolem ulice Langstrasse, s různými národnostmi a jejich kulturami, včetně prostituce. Módní a dynamicky se rozvíjející čtvrtí je Zürich-West, bývalá tovární a dělnická čtvrť.

### Staré město, City
Altstadt (Staré město) s cechovními domy leží po obou stranách Limmatu. Na návrší Lindenhof je nejstarší doloženě osídlení nad Limmatem, od 18. století s parkovou úpravou na zbytcích románského hradu s památníkem, připomínajícím obranu Curychu ženami. Západně od Lindenhofu probíhá luxusní Bahnhofstrasse, sídlo bank a obchodní třída, vedoucí od hlavního nádraží k jezeru.

### Kostely
Většina kostelů je protestantská.
- Grossmünster je trojlodní románská bazilika z let 1100 až 1220, založená na raně křesťanských základech s relikviemi svatých Felixe a Reguly. Původně to byl klášterní kostel řádu augustiniánů -kanovníků. Vyniká dvěma pozdně gotickými věžemi v západním průčelí, kupole byla přistavěna roku 1787. Ve výklenku na fasádě 2. patra je umístěna kopie sochy trůnícího císaře Karla Velikého, který měl podle legendy chrám založit, když sem při lovu pronásledoval jelena a padl zde jeho kůň. Při vyhlášení reformace roku 1519 si Ulrich Zwingli tento kostel vybral za své sídlo, dal odstranit hlavní oltář i s obrazem. Až do své smrti bydlel v přilehlém domě v Kirchenstrasse 13. Ze 14. století se v chóru dochovaly gotické nástěnné malby popravených svatých Felixe a Reguly, držících své uťaté hlavy v rukou, další fragmenty maleb zdobí stěny halové krypty. Rokem 1586 je datována křtitelnice. Románská křížová chodba byla roku 1851 zásadně dostavěna.
- Fraumünster, trojlodní gotická bazilika s jednou věží v západním průčelí, původně klášterní kostel benediktinek, písemně doložený roku 853 jako fundace císaře Ludvíka Němce. Prvními abatyšemi byly jeho dcery Hildegarda (do roku 856) a Bertha (do roku 877). Klášter měl různá privilegia a do 13. století mj. mincovní právo. Na jižní straně od kostela se dochovaly zbytky gotické křížové chodby. Významné jsou varhany na empoře, s 5793 píšťalami jsou největší v celém kantonu. Od roku 1970 zdobí závěr kostela barevná okna: tři podle návrhu Marca Chagalla a dvě podle Alberta Giacomettiho. Klášterní budovy byly strženy v 19. století, na náměstí Münsterplatz u kostela je v chodníku zasazena pamětní deska, kterou uprchlíci (exulanti) z Československa děkují za nový domov po sovětské okupaci 21. srpna 1968.
- Kostel sv. Petra (Peterskirche), první farní kostel města, založený za vlády císaře Karla Velikého kolem roku 800, písemně zmiňovaný k roku 857, gotický chór se dochoval z gotické etapy stavby ze 13. století, kostel byl radikálně přestavěn v letech 1705–1709. Na věži jsou renesanční hodiny se strojem z roku 1598 a s největším ciferníkem v Evropě (o průměru 8,7 metru).
- Wasserkirche, pozdně gotický kostel původně na samostatném ostrově, místo popravy sv. Felixe a Reguly; od roku 1634 slouží jako městská knihovna.
- Predigerkirche, bývalý kostel dominikánů, dnes součást knihovny.

### Muzea
- Švýcarské zemské muzeum (Schweizerisches Landesmuseum), romantická stavba s věží skrývá jednu z nejbohatších sbírek v zemi. Patří ke skupině Musée Suisse. Stojí v parku Platzspitz naproti Hlavnímu nádraží. Vystavuje umělecké a historické předměty ze švýcarské historie, zbraně, stříbrné liturgické a votivní nádobí, šperky (velká sbírka prstenů), mince, keramiku (sbírka kamnových kachlů gotických a renesančních), nábytek, hodiny či hodinky, sochy (zejména gotické dřevořezby), gotickou deskovou malbu a grafiku. Rozsáhlá je sbírka oděvů a obuvi, také paramenta a gobelíny.
- Dům umění Curych (Kunsthaus) na Pfauenplatz vyniká bohatou sbírkou malby a plastiky od konce středověku po současnost, od 15. do 20. století, mj. reprezentativní sbírka švýcarského malíře Ferdinanda Hodlera a kolekce moderního francouzského malířství (Cézanne, Toulouse-Lautrec, Renoir, Degas, Legér, Picasso, aj.); výstavní síň pro moderní umění.
- Muzeum designu (Museum für Gestaltung) je v několika budovách poblíž Hlavního nádraží. Vystavuje plakáty, design a užité umění a stejně jako ostatní muzea Curyšské univerzity (muzea pro dějiny lékařství, zoologii a paleontologii aj.) má volný vstup.
- Muzeum hodin - Uhrenmuseum Beyer, v Bahnhofstrasse 31; jedna z největších soukromých sbírek hodin.
- Centre Le Corbusier u jezera připomíná dílo slavného architekta v jednom z posledních domů, které postavil.
- Bollingen Tor - rodinný dům s knihovnou Carla Gustava Junga u jezera v Küsnachtu, nyní muzeum[35]
- Rietbergovo muzeum v Gablerstrasse 15, klasicistní stavba původně předměstské vily Wessendock, situovaná v historickém parku; vystavuje sbírky mimoevropského umění, základem je sbírka barona von der Heydta; pořádá výstavy.
- Stiftung Sammlung Emil Georg Bührle - soukromá sbírka umění 19. a 20. století, kterou založil zdejší průmyslník
- Muzeum FIFA, zaměřené na historii fotbalu a mistrovství světa v kopané.

Přehled muzeí je zde.
V Curychu je také zoologická zahrada, stará a nová botanická zahrada a řada dalších parků.

### Divadla
- Městské divadlo (Schauspielhaus) v centru s novou scénou (Schiffbauhalle) v Zürich-West,
- Operní divadlo (Opernhaus) u jezera, impozantní stavba ve stylu historismu z roku 1891, pro nás památná vystoupeními Emy Destinnové a Gabriely Beňačkové.
- Koncertní sál (Tonhalle),
- malé scény, hudební scény, kina.

## Sport
Curych má kromě soukromých sportovních zařízení také velké množství městem sponzorovaných sportovišť, o která se stará příslušný úřad pro sport, který je podřízen odboru školství a sportu města Curychu. Úkolem úřadu je propagovat sport, poskytovat sportovní zařízení pro veřejnost, organizovat povinnou výuku plavání (školní sport) a informovat veřejnost o sportovních zařízeních, klubech a akcích.

### Organizace

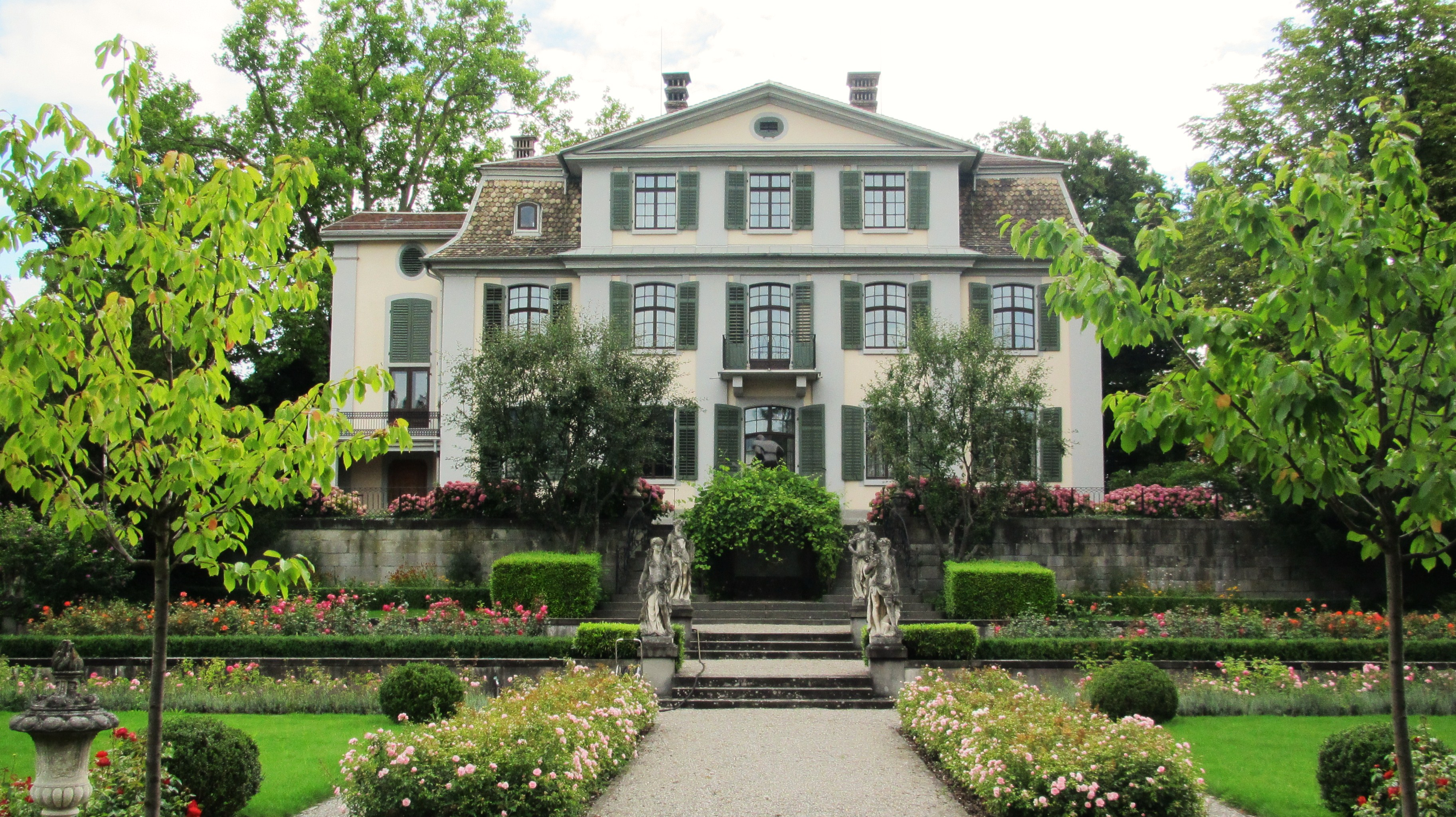
Sídlo FIFA v Curychu

V Curychu sídlí Mezinárodní federace fotbalových asociací FIFA (Fédération Internationale de Football Associations). Dne 29. května 2007 bylo ve čtvrti Hottingen nedaleko zoologické zahrady slavnostně otevřeno nové sídlo FIFA. Luxusní budova stála 240 milionů švýcarských franků a navrhl ji architekt Tilla Theus.
V roce 2024 byly oznámeny přípravy přesunu sídla FIFA z Curychu do jiné lokality.
V Curychu také sídlí Mezinárodní federace ledního hokeje (International Ice Hockey Federation, IIHF). Stejně, jako Švýcarská hokejová federace, oslavila v roce 2008 100. výročí svého založení. Švýcarská pošta vydala na počest obou svazů k tomuto významnému výročí speciální známku v hodnotě jednoho franku.

### Sportoviště
Nejznámější fotbalové stadiony jsou Hardturm a Letzigrund odvěkých rivalů FC Curych a Grasshopper Club Zürich. Roku 2007 byl otevřen Nový Letzigrund na místě starého, kdežto starý Hardturm byl roku 2008 zbořen a plánovanou novostavbu zhatilo záporné referendum. V Curychu jsou také hokejové stadiony, sportovní haly mj. klubu ZSC Lions.

### Významné akce
Každoročně se zde pořádá tradiční velký atletický mítink Weltklasse, který je v současné době součástí Diamantové ligy. V roce 2014 hostil Curych mistrovství Evropy v atletice.

## Vzdělávání

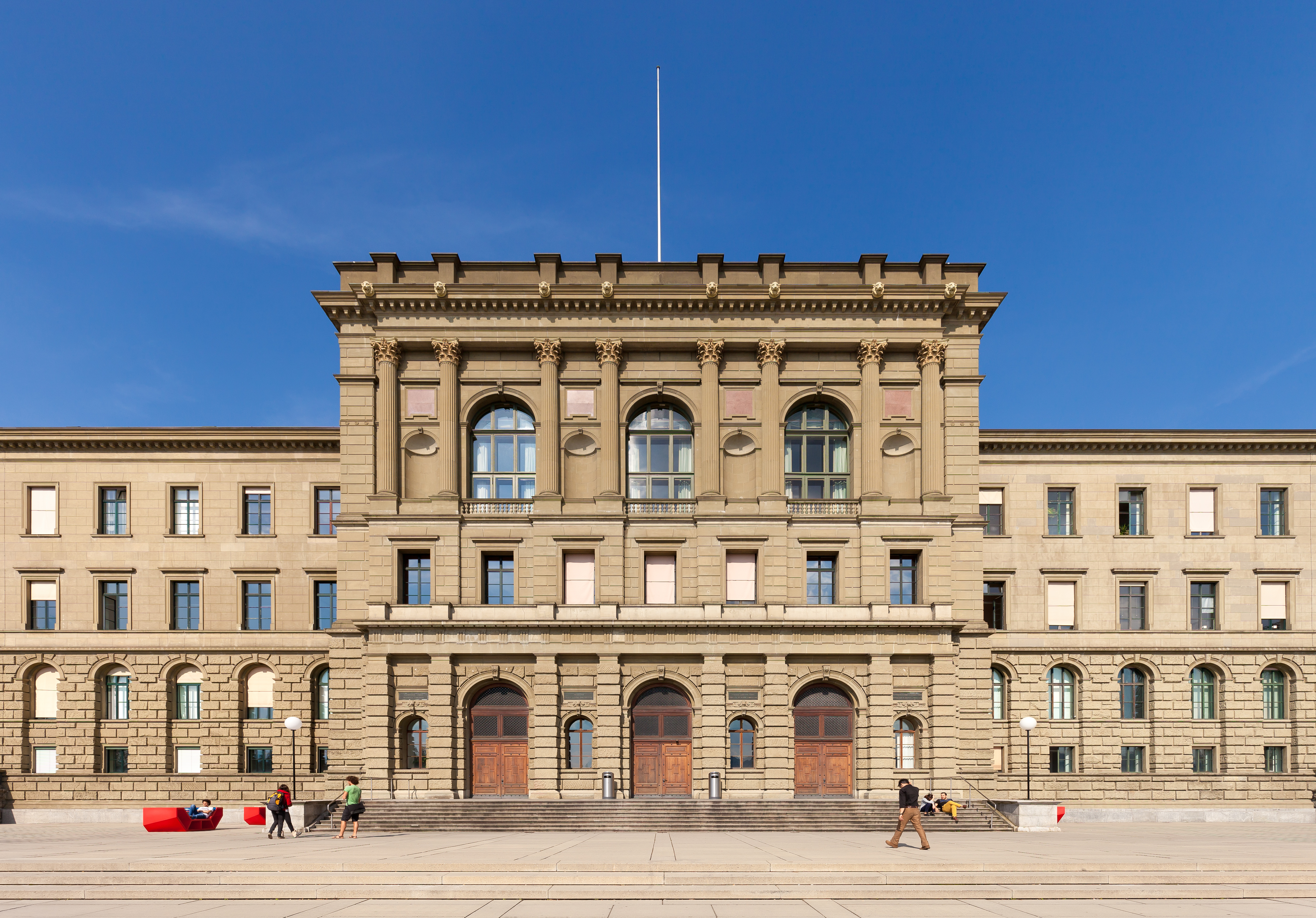
Hlavní budova ETH Zürich

Nejznámější vysoká škola v Curychu je polytechnická Spolková vysoká technická škola v Curychu, špičková technická univerzita, známá pod zkratkou ETH. K jejím budovám na svahu nad městem vede lanovka podobná petřínské. V jedenáctém poschodí jedné z budov ETH je upravena vyhlídková plošina s krásným pohledem na celé staré město až k jezeru.
Sídlí zde i Curyšská univerzita („Uni“, Univerzita Curych) a její výzkumné ústavy, kde působili a působí mnozí nositelé Nobelovy ceny. 4. července 1915 tam přednášel i Tomáš Garrigue Masaryk.

## Slavní rodáci
- Salomon Gessner (1730–1788), malíř a německojazyčný básník
- Henry Fuseli (1741–1825), malíř a kritik umění
- Gottfried Keller (1819–1890), prozaik a lyrický básník
- Albert Heim (1849–1937), geolog a vysokoškolský učitel
- Hermann Rorschach (1884–1922), psycholog a psychiatr
- Victor Goldschmidt (1888–1947), švýcarsko-norský mineralog, zakladatel moderní geochemie a chemické krystalografie
- Pančo Vladigerov (1899–1978), bulharský hudební skladatel a klavírista
- Felix Bloch (1905–1983), jaderný fyzik, nositel Nobelovy ceny za fyziku za rok 1952
- Max Frisch (1911–1991), prozaik, dramatik a esejista
- Helena Rašková (1913–2010), česká lékařka, farmakoložka, vysokoškolská pedagožka
- Hugo Koblet (1925–1964), profesionální cyklista, vítěz Tour de France 1951
- René Burri (1933–2014), fotograf a fotoreportér
- Bruno Ganz (1941–2019), herec
- Dieter Meier (* 1945), zpěvák elektronické hudební skupiny Yello
- Hans Adam II. (* 1945), od roku 1989 vládnoucí lichtenštejnský kníže
- Denise Biellmannová (* 1962), bývalá profesionální krasobruslařka
- Alois z Lichtenštejna (* 1968), dědičný lichtenštejnský princ a regent
- Alain de Botton (* 1969), spisovatel, filozof, televizní producent a podnikatel
- Severin Blindenbacher (* 1983), bývalý profesionální lední hokejista
- Tobias Stephan (* 1984), profesionální hokejový brankář
- Viktorija Golubicová (* 1992), švýcarská profesionální tenistka srbsko-chorvatského původu
- Celeste Buckingham (* 1995), slovenská zpěvačka americko-švýcarského původu
- Nico Elvedi (* 1996), profesionální fotbalista

## Galerie

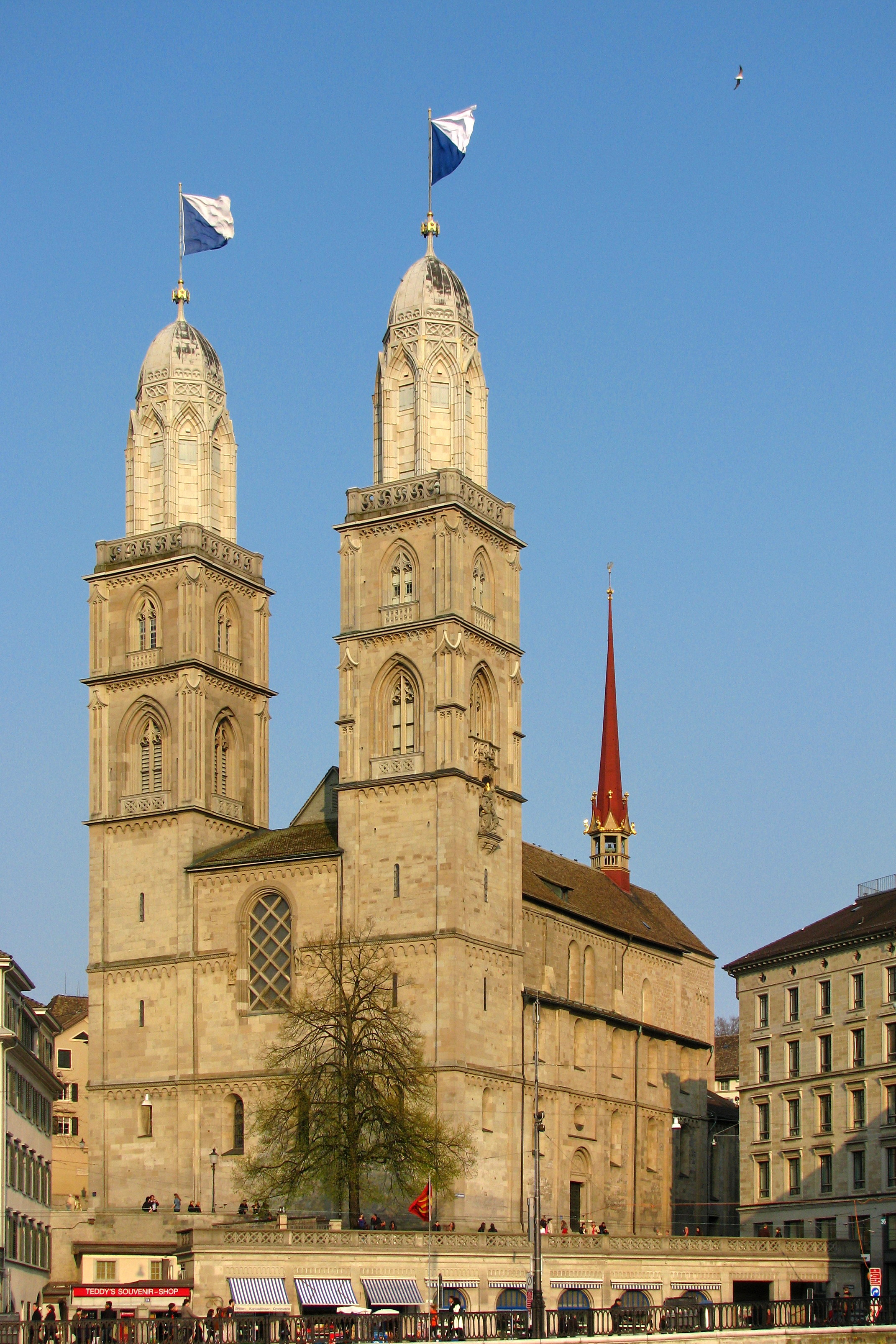
Grossmünster
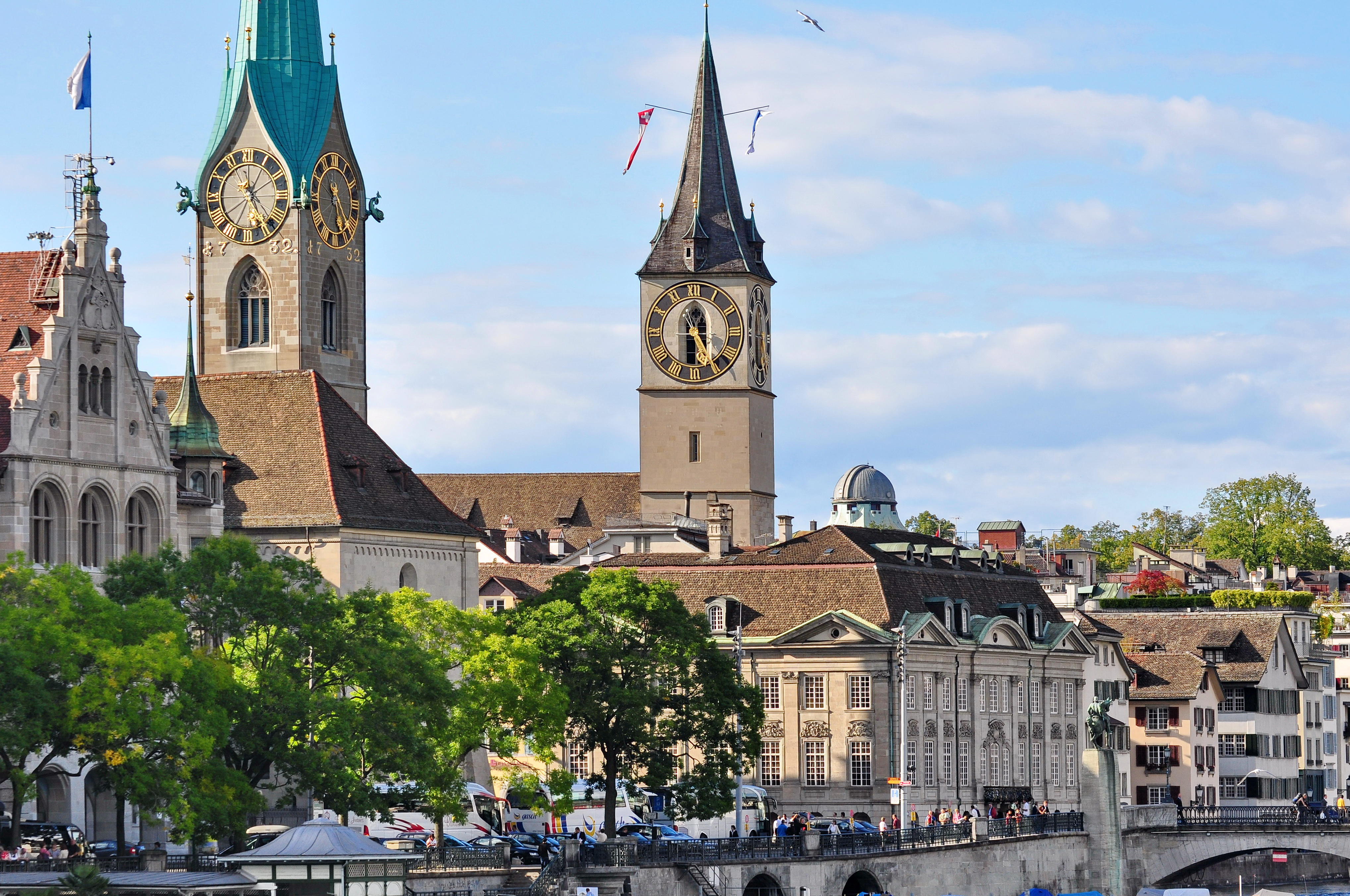
Stadthaus, Fraumünster, St. Peter
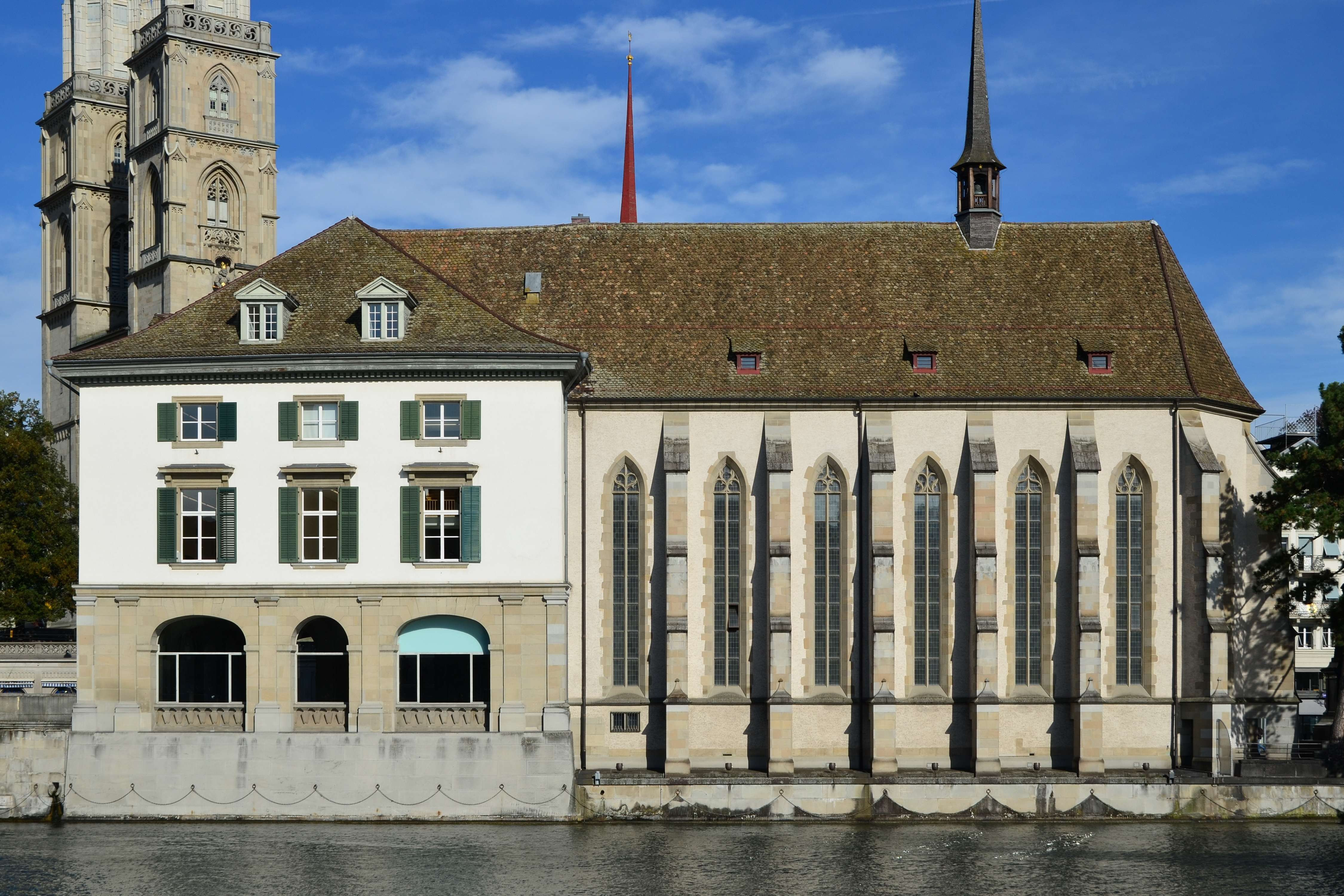
Wasserkirche, v pozadí Grossmünster
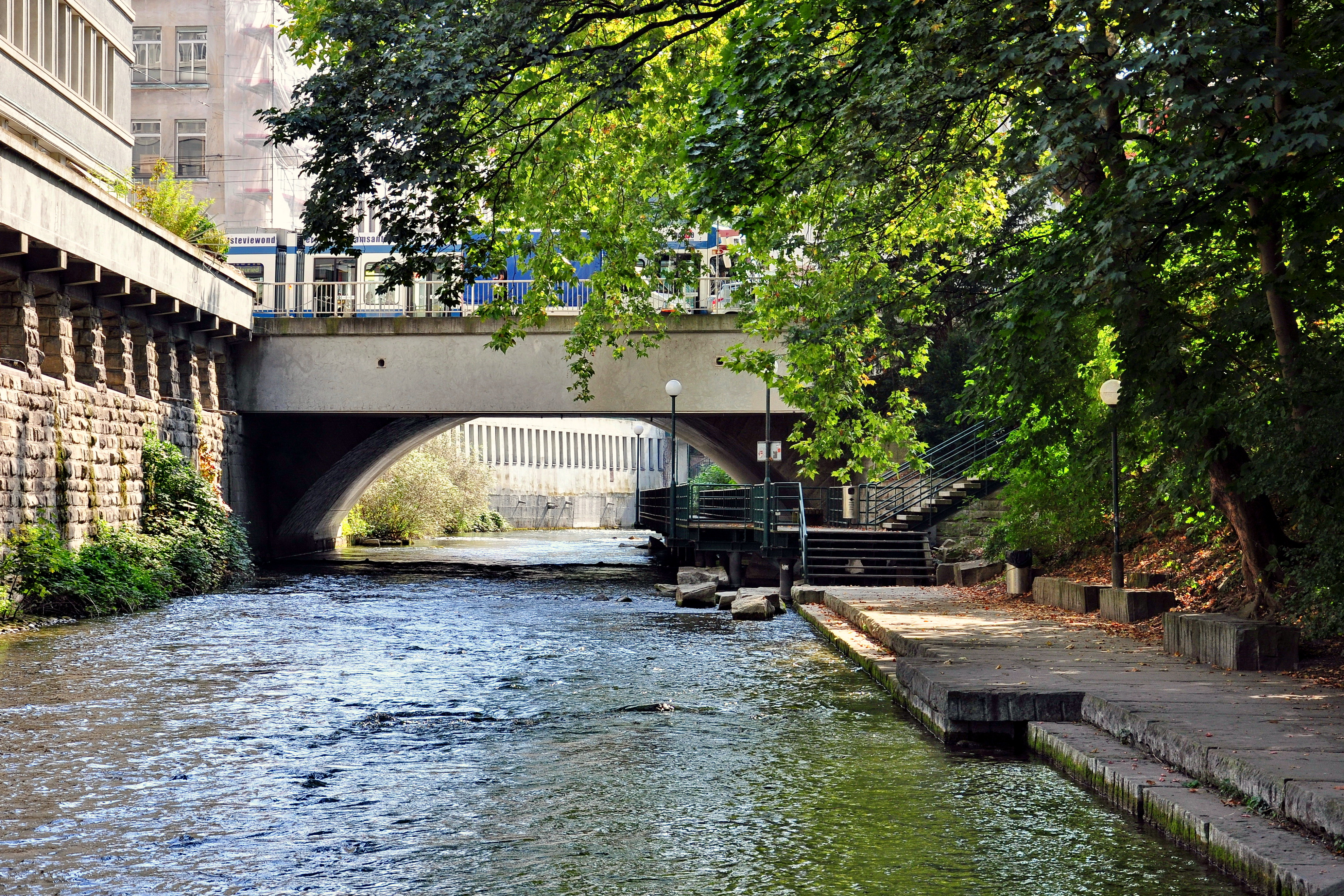
Schanzengraben

## Partnerská města
- Kchun-ming, Čína, od roku 1982[38]
- San Francisco, USA, od roku 2003[39]